# Teoria da dupla herança

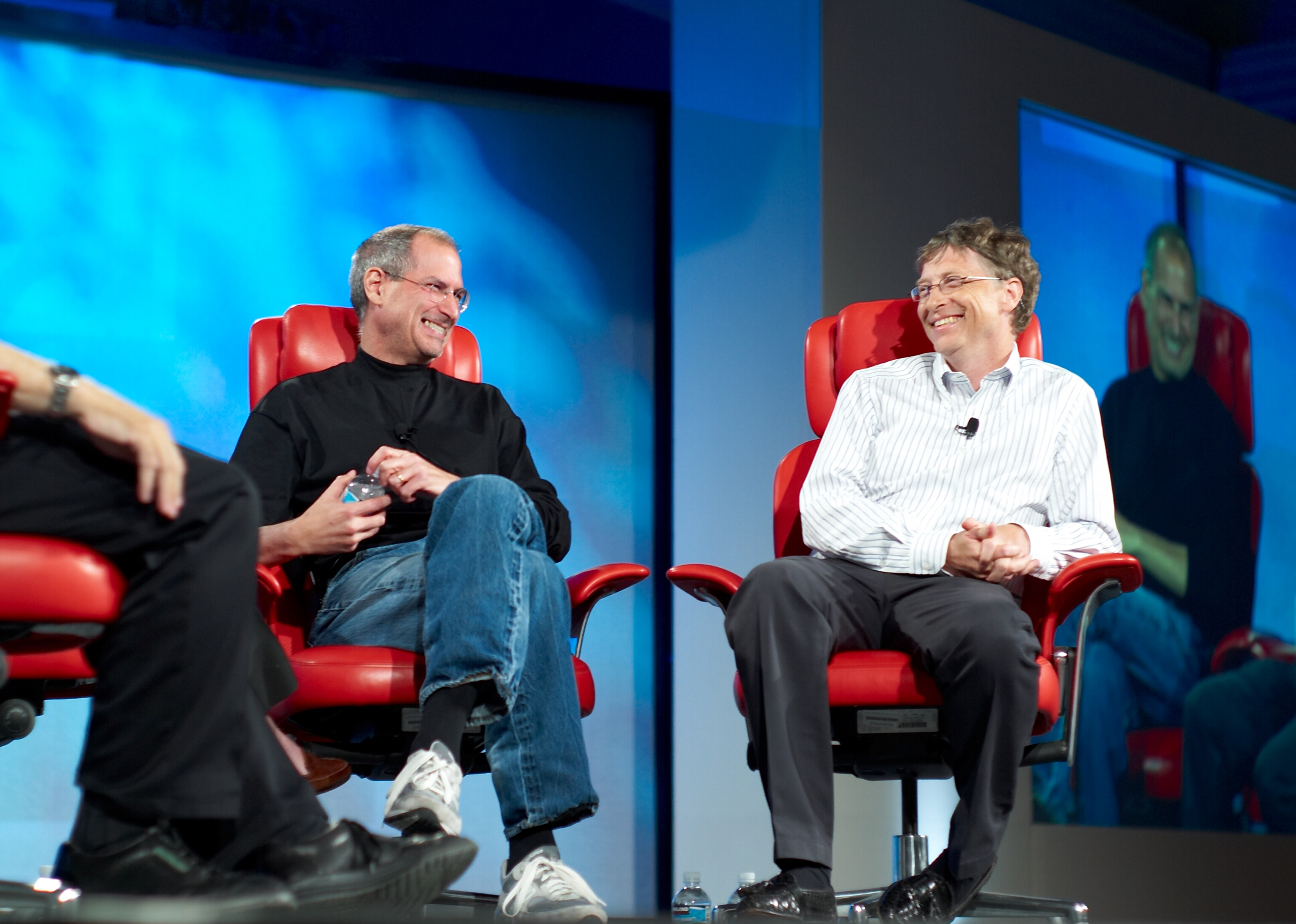
Steve Jobs e Bill Gates, modelos culturais divergentes

A teoria da dupla herança (TDH), também conhecida como co-evolução gene-cultura ou evolução biocultural, é uma teoria desenvolvida por volta de 1960 até ao início da década de 1980 para explicar como o comportamento humano é um produto de dois diferentes e interativos processos evolutivos: evolução genética e evolução cultural. 

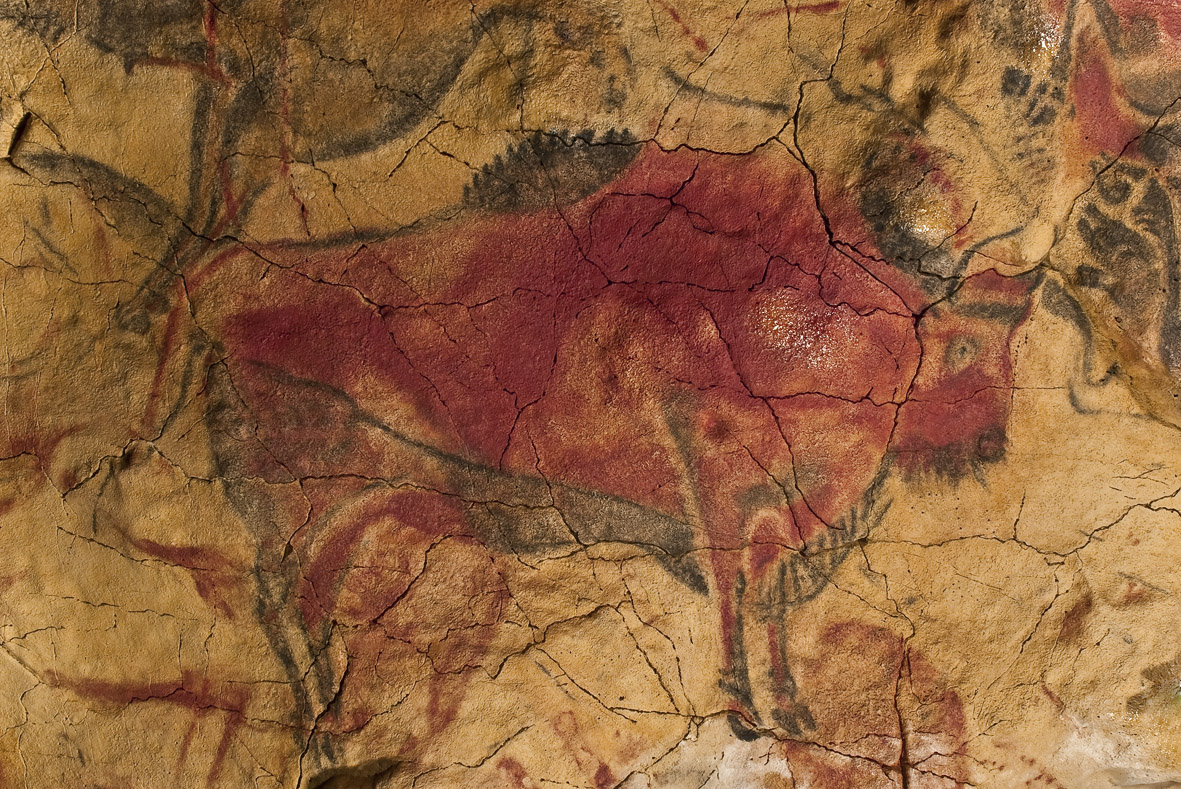
Bisonte Magdaleniense polícromo. Altamira

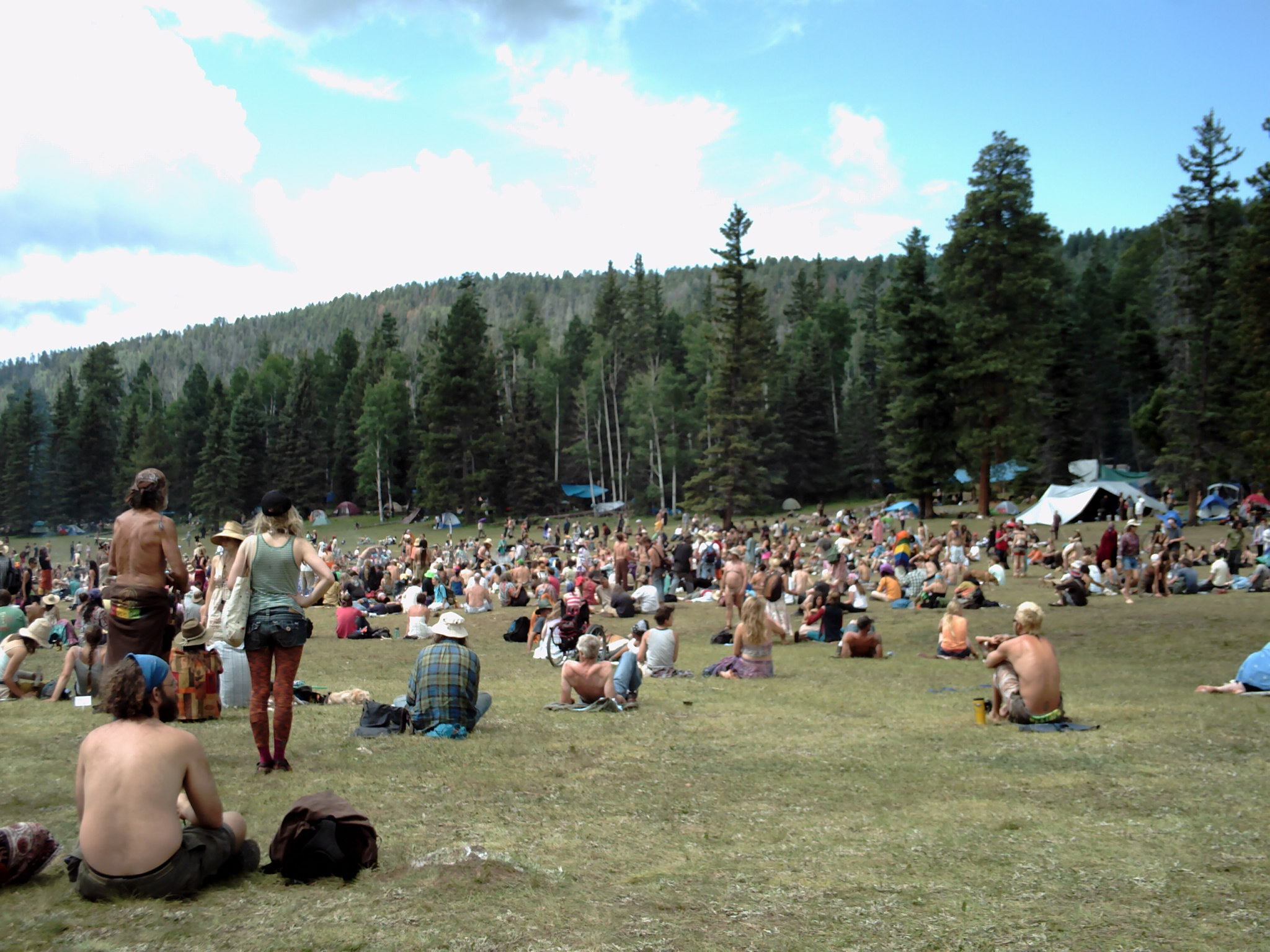
Rainbow Gathering 2009

A TDH identificou as condições que levariam quaisquer espécies a se basearem no aprendizado social (aprender a partir de indivíduos da mesma espécie) em detrimento do aprendizado individual, bem como os meios pelos quais o aprendizado social poderia transmitir informação cultural (transmissão vertical, transmissão horizontal e transmissão oblíqua) e os vieses relativos a o que aprender e a de quem aprender. Esses modelos descreveram como a cultura atende aos critérios para ser considerada um sistema evolutivo adaptativo independente: variação, herança e sucesso replicativo ou replicação diferencial. Assim, os humanos apresentam duas “linhas” de herança: uma linha genética, que todas as espécies herdam de seus pais biológicos, e uma cultural, muito característica dos humanos, que herdamos de nossas sociedades. 
A TDH pressupõe que genes e cultura interagem continuamente em um ciclo de feedback, mudanças nos genes podem levar a mudanças na cultura que podem influenciar a seleção genética e vice-versa. Uma das reivindicações centrais da teoria é que a cultura evolui parcialmente através de um processo de seleção darwiniano, que os teóricos da dupla herança geralmente descrevem por analogia à evolução genética.
Segundo Russel e Muthukrishna, a TDH é uma extensão da Biologia Evolutiva que adentra a esfera humana da cultura e da sociedade. Ela permite sintetizar as ciências psicológicas e sociais com as ciências biológicas. Além disso, os modelos da TDH, em especial aqueles associados ao aprendizado social, têm se mostrado muito importantes no entendimento do aprendizado social em outros animais.

## Base teórica
A TDH sustenta que a evolução genética e cultural interagiram na evolução do Homo sapiens. Reconhece que a seleção natural de genótipos é um componente importante da evolução do comportamento humano e que os traços culturais podem ser restringidos por imperativos genéticos. No entanto, ela também reconhece que a evolução genética dotou a espécie humana com um processo evolutivo paralelo de evolução cultural. A TDH faz três reivindicações principais:

### Capacidades culturais são adaptações
A cultura, o aprendizado cultural e a evolução cultural emergem a partir de adaptações psicológicas que evoluíram geneticamente e que nos permite a aquisição de ideias, valores, crenças, práticas, modelos mentais e estratégias a partir de outros indivíduos, por meio de observação e de inferência. Isso implica que, em algum momento da evolução da espécie humana, um tipo de aprendizado social que levou à evolução cultural cumulativa foi evolutivamente vantajoso. 
Portanto, o primeiro passo é usar a lógica da seleção natural para teorizar sobre a evolução de nossas capacidades de aprendizado cultural e como elas operam.

### Há evolução cultural
Os processos de aprendizagem social dão origem a um segundo sistema robusto de herança, que é a evolução cultural. 
Todo sistema evolutivo verdadeiro requer três aspectos fundamentais: (1) a existência de variação nas entidades envolvidas; (2) a presença de um mecanismo pelo qual pelo menos um pouco da variação é herdável; e (3) a replicação diferencial de padrões de variação ao longo do tempo e/ou espaço. Quando esses três elementos ocorrem conjuntamente, a evolução é um resultado inevitável. Mesoudi e colaboradores exploraram em detalhes como os fenômenos culturais atendem esses requisitos. Além disso, mostram que convergência e perda ou mudança de função também podem ser identificados na cultura.
Os traços culturais são transmitidos de maneiras diferentes dos traços genéticos e, portanto, resultam em diferentes efeitos a nível da população sobre a variação comportamental. Por exemplo, uma diferença óbvia entre os mecanismos de transmissão genéticos e culturais é que, no caso da transmissão social, a aquisição de informações não é restrita a copiar unicamente a partir dos pais biológicos, uma vez que também há a possibilidade de copiar indivíduos de parentesco mais distante e indivíduos não aparentados.

### Genes e cultura co-evoluem
Os traços culturais alteram os ambientes sociais e físicos sob os quais a seleção genética opera. Por exemplo, as adoções culturais da agricultura e dos laticínios causaram, em humanos, a seleção genética das características para digerir amido e lactose, respectivamente.
É provável que uma vez que a cultura tenha se adaptado, a seleção genética tenha causado um refinamento da arquitetura cognitiva que armazena e transmite informações culturais. Esse refinamento pode ter influenciado ainda mais a maneira como a cultura é armazenada e os vieses que governam sua transmissão.
A TDH também prevê que, em certas situações, a evolução cultural pode selecionar características que são geneticamente desadaptativas. Um exemplo disso é a transição demográfica, que descreve a queda das taxas de natalidade nas sociedades industrializadas. Os teóricos da dupla herança hipotetizam que a transição demográfica pode ser resultado de um viés de prestígio, onde indivíduos que renunciam à reprodução para ganhar mais influência nas sociedades industriais têm maior probabilidade de serem escolhidos como modelos culturais.

## Concepção de cultura

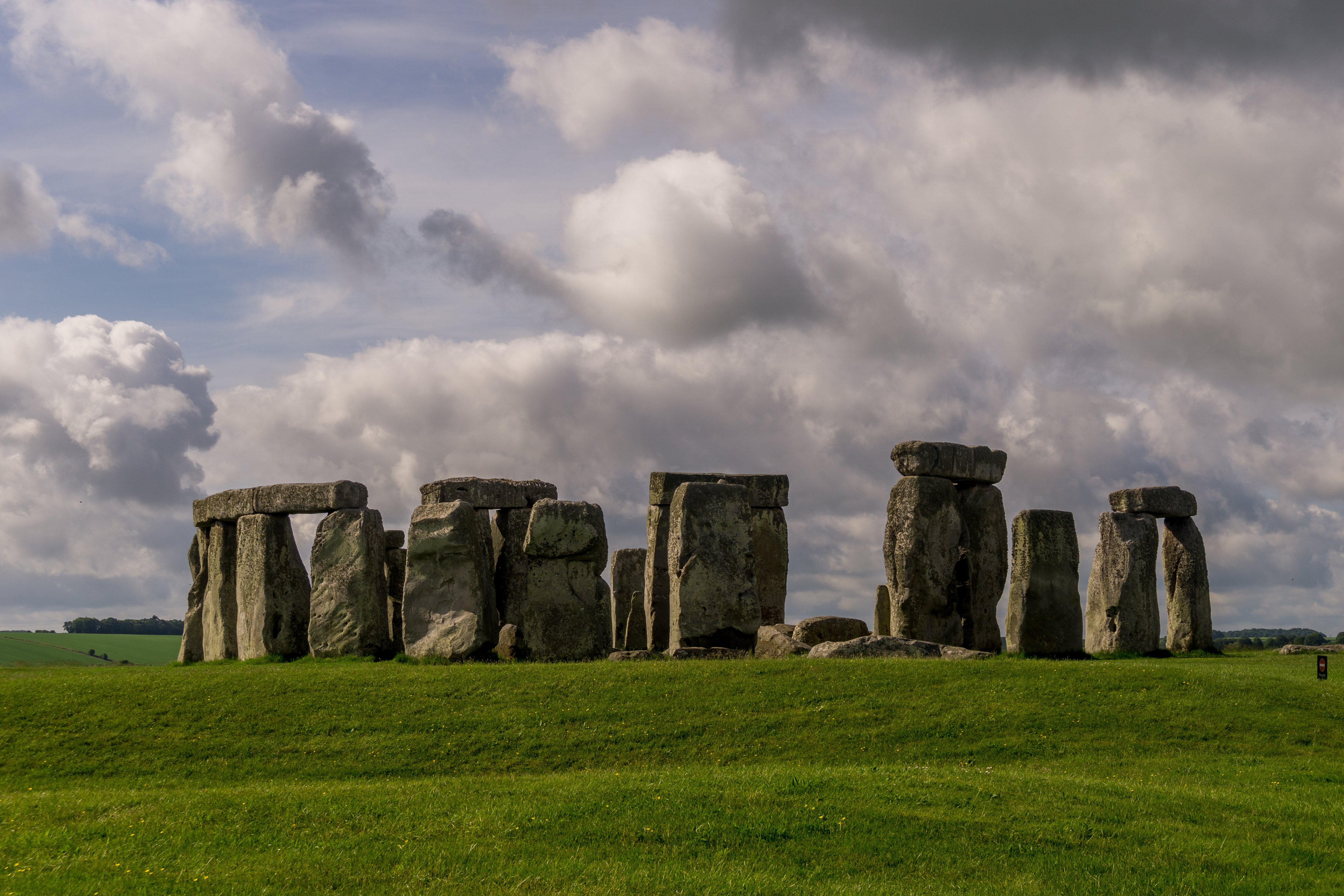
Stonehenge

As pessoas definem a palavra "cultura" para descrever um grande número de fenômenos diferentes. Uma definição que resume o que se entende por "cultura" na TDH é:
A cultura é uma informação socialmente aprendida armazenada no cérebro dos indivíduos e capaz de afetar o comportamento. 
Essa visão da cultura enfatiza o pensamento da população, concentrando-se no processo pelo qual a cultura é gerada e mantida. Ela também vê a cultura como uma propriedade dinâmica dos indivíduos, em oposição a uma visão da cultura como uma entidade super-orgânica à qual os indivíduos devem se conformar. A principal vantagem dessa visão é que ela conecta processos em nível individual a resultados em nível populacional.
'Cultura', neste contexto é definida como 'comportamento socialmente aprendido', e 'aprendizado social' é definido como cópias de comportamentos observados em outros ou da aquisição de comportamentos através do ensino de terceiros. A maior parte da modelagem feita em campo se baseia na primeira dinâmica (cópia), embora possa ser estendida ao ensino. A aprendizagem social, na sua forma mais simples, envolve a cópia cega de comportamentos de um modelo (alguém observado se comportando), embora também seja entendido como tendo muitos vieses em potencial, incluindo viés de sucesso (copiando aqueles que são considerados melhores), viés de status (copiando aqueles com status mais alto), homofilia (copiando daqueles que são mais parecidos conosco), viés conformista (desproporcionalmente copiar comportamentos que mais pessoas estão executando), etc. O entendimento da aprendizagem social é um sistema de replicação de padrões e o entendimento de que existem diferentes taxas de sobrevivência para diferentes variantes culturais aprendidas socialmente, isso configura, por definição, uma estrutura evolutiva: evolução cultural.
Como a evolução genética é relativamente bem compreendida, a maior parte da TDH examina a evolução cultural e as interações entre evolução cultural e evolução genética.

## Desenvolvimento histórico

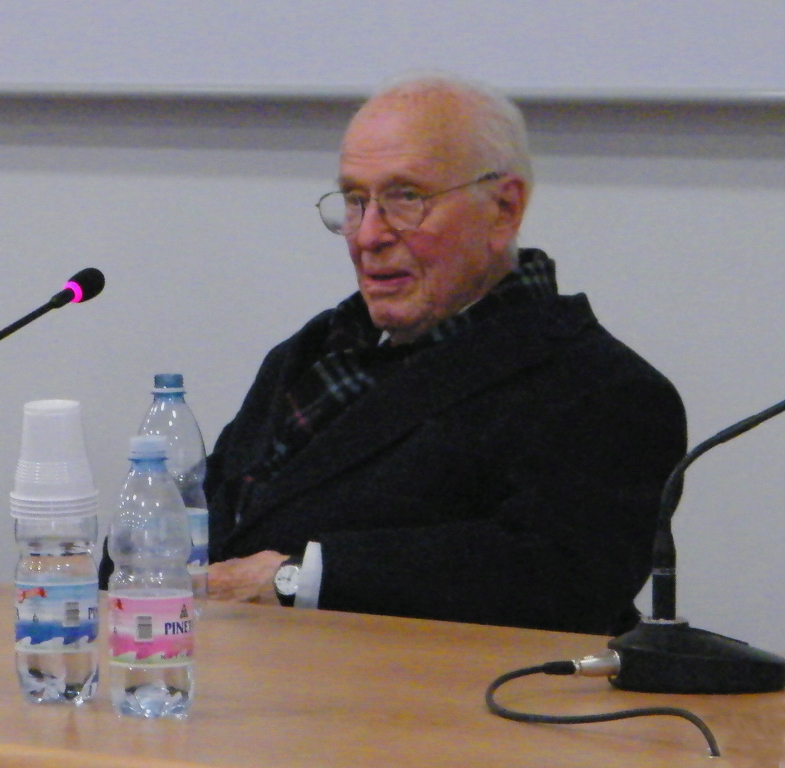
Luigi Luca Cavalli-Sforza

A ideia de que as culturas humanas passam por um processo evolutivo semelhante ao da evolução genética remonta ao menos a Darwin. Na década de 1960, Donald T. Campbell publicou alguns dos primeiros trabalhos teóricos que adaptaram os princípios da teoria da evolução à evolução das culturas. Em 1976, dois desenvolvimentos na teoria da evolução cultural prepararam o terreno para a TDH. Naquele ano, O gene egoísta, de Richard Dawkins, introduziu ideias de evolução cultural para um público popular. Embora um dos livros de ciências mais vendidos de todos os tempos, devido à sua falta de rigor matemático, teve pouco efeito no desenvolvimento da TDH. Também em 1976, os geneticistas Marcus Feldman e Luigi Luca Cavalli-Sforza publicaram os primeiros modelos dinâmicos de coevolução entre genes e culturas.  Esses modelos formariam a base para trabalhos subsequentes sobre a TDH anunciados pela publicação de três livros seminais na década de 1980.
O primeiro foi Genes, Mente e Cultura de Charles Lumsden e E.O. Wilson.  Este livro esboçou uma série de modelos matemáticos de como a evolução genética pode favorecer a seleção de traços culturais e como traços culturais, por sua vez, afetam a velocidade da evolução genética. Embora tenha sido o primeiro livro publicado descrevendo como os genes e a cultura podem co-evoluir, teve relativamente pouco efeito no desenvolvimento futuro da TDH.  Alguns críticos consideraram que seus modelos dependiam muito de mecanismos genéticos em detrimento de mecanismos culturais.Controvérsia em torno das teorias sociobiológicas de Wilson também pode ter diminuído o efeito duradouro deste livro.
O segundo livro de 1981 foi de Cavalli-Sforza e Feldman, Cultural Transmission and Evolution: A Quantitative Approach.  Influenciado fortemente pela genética populacional e epidemiologia, este livro construiu uma teoria matemática relativa à disseminação de traços culturais. Descreve as implicações evolutivas de diferentes formas de transmissão cultural: 

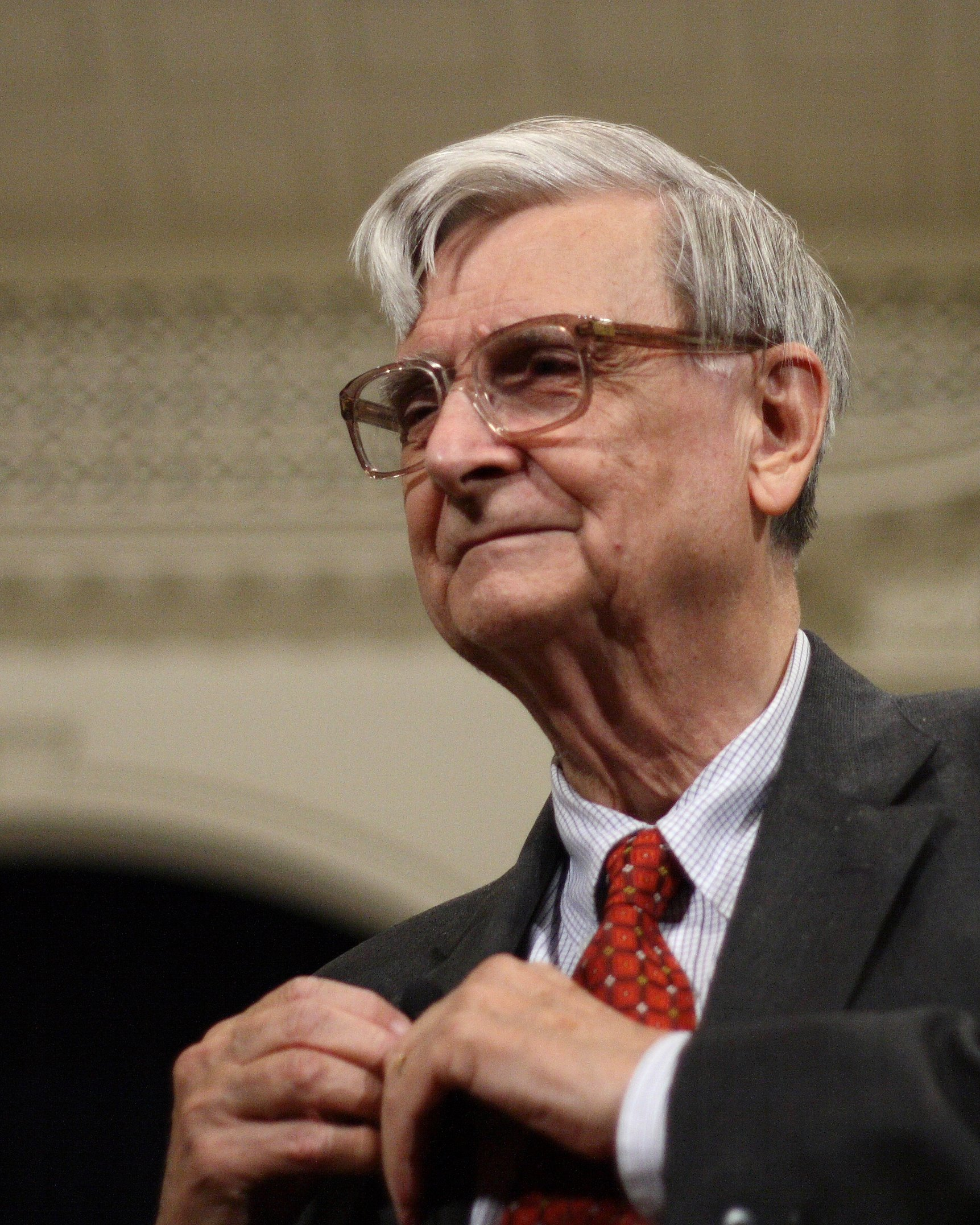
E. O. Wilson, 2007

- Transmissão vertical, passando traços culturais de pais para filhos;

- Transmissão oblíqua, passando traços culturais de qualquer membro de uma geração mais velha para uma geração mais jovem;

- Transmissão horizontal, passando traços entre membros da mesma população.

Uma observação é que atualmente também se consideram outras formas transmissão cultural: de um para muitos, em que um indivíduo, geralmente um professor ou um líder, transmite traços culturais para vários pupilos ou discípulos simultaneamente.
A próxima publicação significativa da TDH foi Culture and the Evolutionary Process de Robert Boyd e Peter Richerson em 1985. Este livro apresenta os modelos matemáticos que agora são padrão da evolução da aprendizagem social sob diferentes condições ambientais, os efeitos populacionais da aprendizagem social, várias forças de seleção nas regras de aprendizagem cultural, diferentes formas de vieses de transmissão  e seus efeitos a nível da população, e conflitos entre evolução cultural e genética. A conclusão do livro também delineou áreas para pesquisas futuras que ainda são relevantes hoje.

## Influência genética na evolução cultural
Os genes afetam a evolução cultural através de predisposições psicológicas na aprendizagem cultural. Codificam grande parte da informação necessária para formar o cérebro humano. Eles também restringem a estrutura do cérebro e, portanto, a capacidade do cérebro de adquirir e armazenar cultura. Os genes também podem dotar indivíduos de certos tipos de viés de transmissão (descritos abaixo).

## Influências culturais na evolução genética

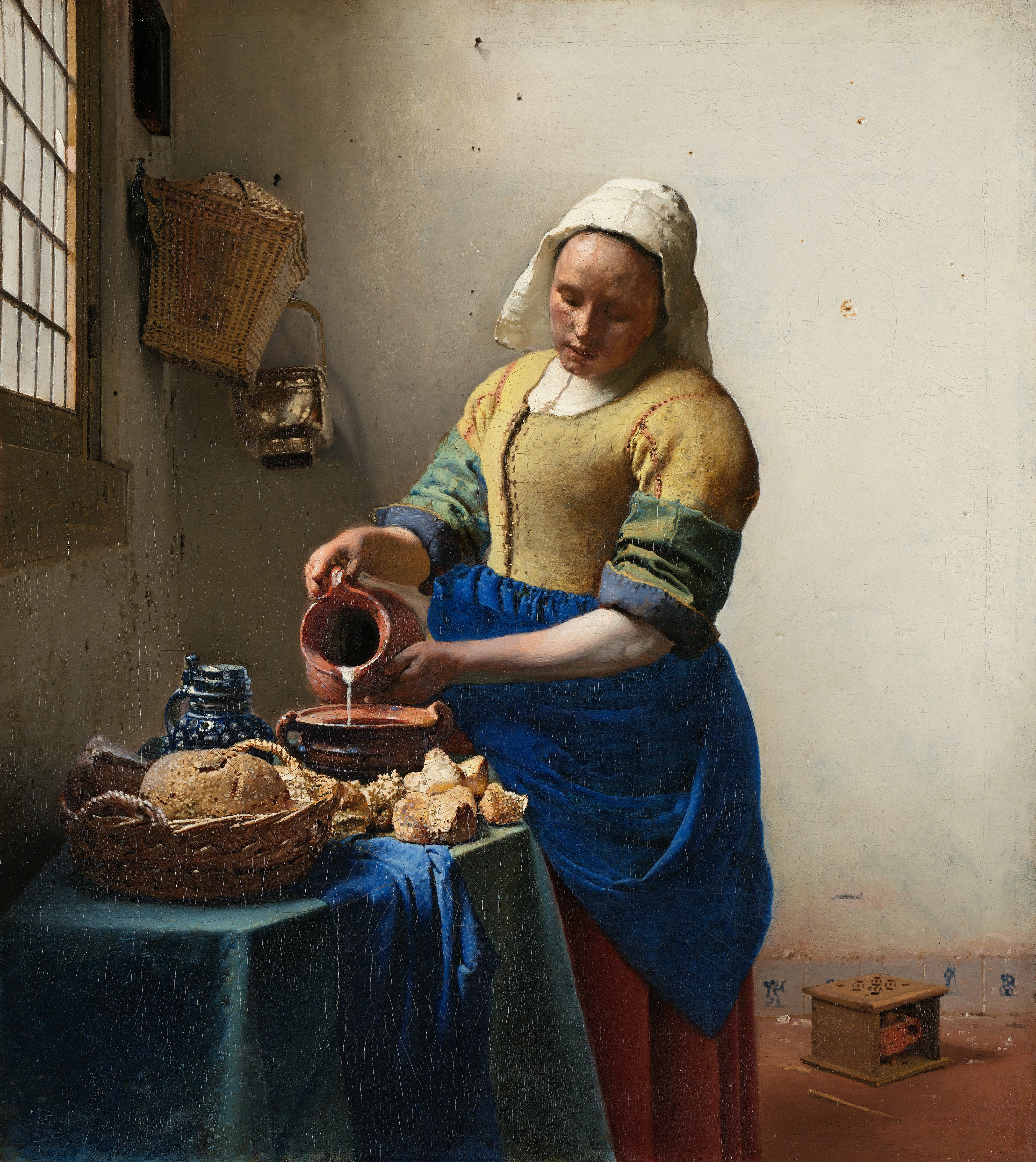
Johannes Vermeer - Google Art Project

A cultura pode influenciar profundamente as frequências gênicas em uma população.

### Persistência da lactase
Um dos exemplos mais conhecidos é a prevalência do genótipo para absorção de lactose adulta em populações humanas, como europeus do norte e algumas sociedades africanas, com uma longa história de criação de gado para o leite. Há cerca de 7500 anos, produção de lactase parou logo após o desmame, e em sociedades que não desenvolveram laticínios, como asiáticos e ameríndios, isso segue sendo um fato até os dias atuais.  Em áreas com persistência de lactase, acredita-se que, ao domesticar animais, uma fonte de leite se tornou disponível enquanto adulto e, portanto, uma forte seleção de persistência de lactase. Em uma população escandinava o coeficiente de seleção estimado foi de 0.09-0.19.  
Isso implica que a prática cultural de criar gado primeiro para a carne e depois para o leite levou à seleção de características genéticas para a digestão da lactose. Recentemente, a análise da seleção natural no genoma humano sugere que a civilização acelerou a mudança genética nos seres humanos durante os últimos 10.000 anos.

### Processamento de alimentos

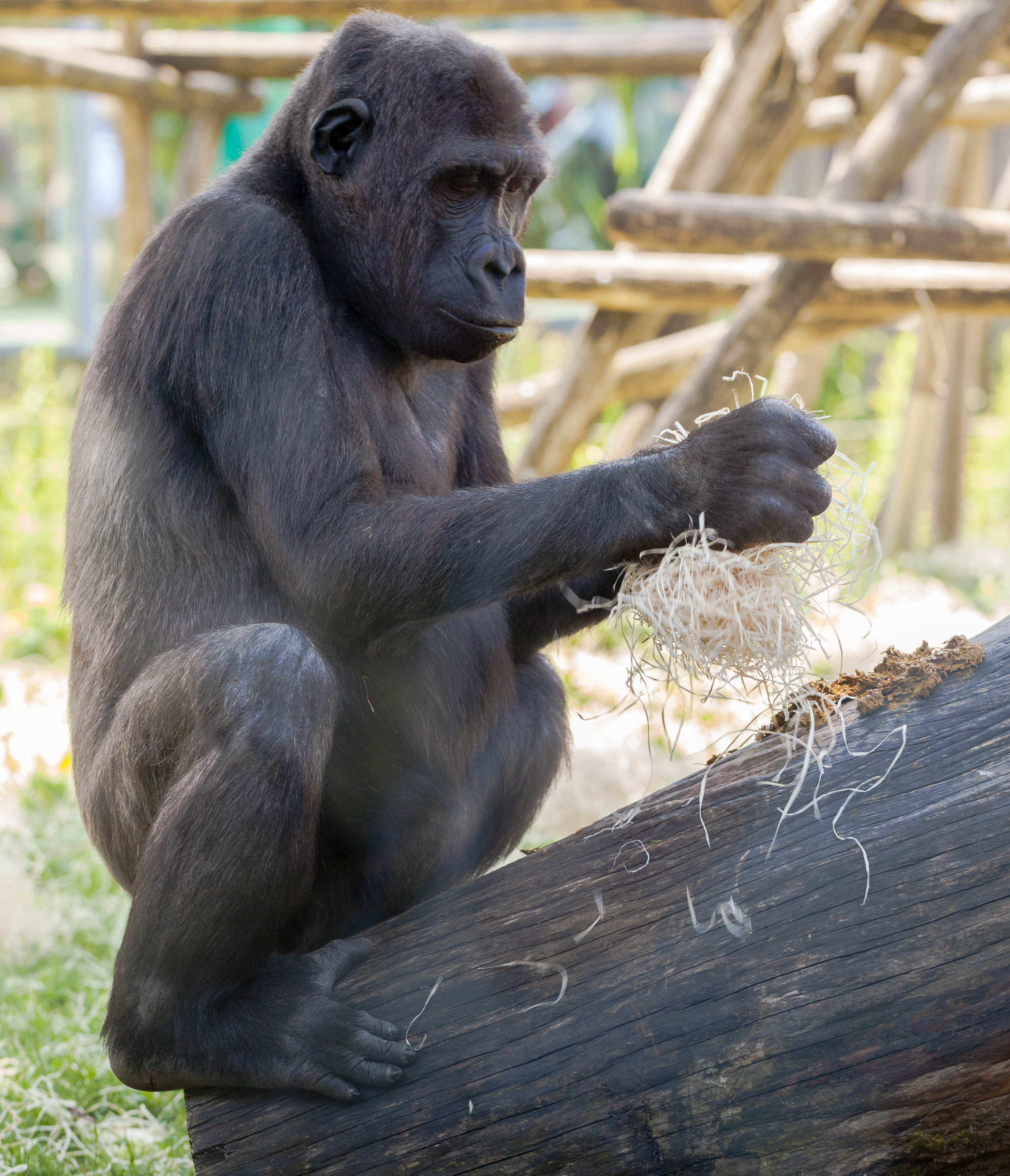
Gorila

A cultura provocou mudanças no sistema digestivo humano tornando muitos órgãos digestivos, como nossos dentes ou estômago, menores do que o esperado para primatas de tamanho semelhante, e foi atribuído a uma das razões pelas quais os seres humanos têm cérebros tão grandes em comparação com outros grandes símios.  Isso ocorre devido ao processamento de alimentos. Os primeiros exemplos de processamento de alimentos incluem martelar, marinar e, principalmente, cozinhar. A carne martelada quebra as fibras musculares, tirando parte do trabalho da boca, dentes e mandíbula. Marinar emula a ação do estômago com altos níveis de ácido. Cozinhar parcialmente decompõe os alimentos, tornando-os mais facilmente digeríveis. O alimento entra no corpo efetivamente digerido parcialmente e, como tal, o processamento de alimentos reduz o trabalho que o sistema digestivo deve realizar. Isso significa que há seleção para órgãos digestivos menores, pois o tecido é energeticamente caro, aqueles com órgãos digestivos menores podem processar seus alimentos, mas a um custo energético menor do que aqueles com órgãos maiores. A prática do cozimento é notável porque a energia disponível nos alimentos aumenta quando cozidos e isso também significa menos tempo gasto na procura de alimentos.
Os seres humanos que vivem com dietas cozidas passam apenas uma fração do dia mastigando, em comparação com outros primatas que vivem com dietas cruas. Meninas e meninos americanos gastavam em média 8 e 7% do dia mastigando, respectivamente, em comparação com chimpanzés que passam mais de 6 horas por dia. Isso libera tempo que pode ser usado para caçar. Uma dieta crua significa que a caça é restrita, já que o tempo usado na caça não é gasto comendo e mastigando material vegetal, mas o cozimento reduz o tempo necessário para obter as necessidades de energia do dia, permitindo mais atividades de subsistência.  A digestibilidade dos carboidratos cozidos é aproximadamente 30% maior que a digestibilidade dos carboidratos não cozidos. Esse aumento da ingestão de energia, mais tempo livre e economia de tecido usado no sistema digestivo permitiram a seleção de genes para um tamanho cerebral maior. 
Apesar de seus benefícios, o tecido cerebral requer uma grande quantidade de calorias; portanto, a principal restrição na seleção de cérebros maiores é a ingestão de calorias. Uma maior ingestão calórica pode suportar maiores quantidades de tecido cerebral. Argumenta-se que isso explica por que os cérebros humanos podem ser muito maiores que outros macacos, uma vez que os humanos são os únicos macacos a se envolver no processamento de alimentos. O cozimento de alimentos influenciou os genes na medida em que, segundo pesquisas, os humanos não podem viver sem cozinhar.

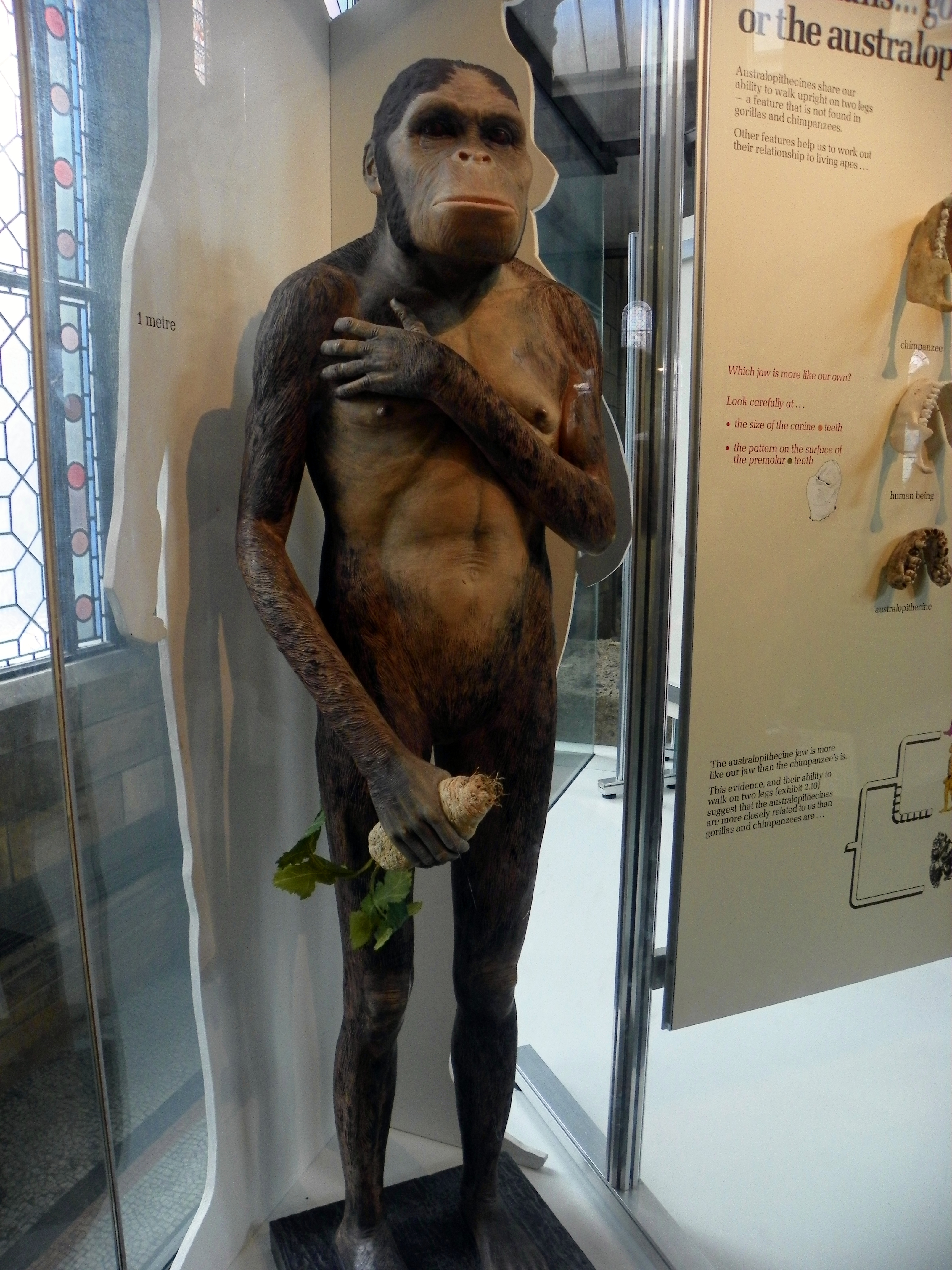
Australopiteco. Natural History Museum

Um estudo com 513 indivíduos que consumiam dietas cruas a longo prazo constatou que, à medida que a porcentagem de sua dieta composta por alimentos crus e / ou o tempo que eles mantinham uma dieta de alimentos crus aumentava, seu IMC diminuía. Isso ocorre apesar do acesso a muitos processos não térmicos, como moer bater ou aquecer a 48 graus centígrados. Com aproximadamente 86 bilhões de neurônios no cérebro humano e 60 a 70 kg de massa corporal, uma dieta exclusivamente crua, próxima à dos primatas existentes, não seria viável, pois, quando modelada, argumenta-se que seria necessário um processo de mais de nove horas de alimentação todos os dias. No entanto, isso é contestado com modelos alternativos mostrando calorias suficientes que podem ser obtidas dentro de 5 a 6 horas por dia.
Alguns biólogos e antropólogos apontam para evidências de que o tamanho do cérebro na linhagem Homo começou a aumentar bem antes do advento do cozimento devido ao aumento do consumo de carne e que o processamento básico de alimentos (fatiamento) é responsável pela redução do tamanho dos órgãos relacionados à mastigação. Cornélio et al. argumenta que o aprimoramento das habilidades cooperativas e uma variação da dieta para mais carne e sementes melhoraram a eficiência de forrageamento e caça. Foi isso que permitiu a expansão do cérebro, independente do cozimento, que argumentam ter ocorrido muito mais tarde, uma consequência do desenvolvimento da complexificação cognitiva. No entanto, este ainda é um exemplo de uma mudança cultural na dieta e a evolução genética resultante.  
Críticas adicionais vêm da controvérsia das evidências arqueológicas disponíveis. Alguns afirmam que há uma falta de evidência do controle do fogo quando os tamanhos do cérebro começaram a se expandir. Wrangham argumenta que evidências anatômicas na época da origem do Homo erectus (há 1,8 milhões de anos) indicam que o controle do fogo e, portanto, a prática do cozimento ocorreu. Nesse momento, ocorreram as maiores reduções no tamanho dos dentes em toda a evolução humana, indicando que alimentos mais macios se tornaram predominantes na dieta. Também nessa época havia um estreitamento da pelve indicando um intestino menor e também há evidências de que houve uma perda da capacidade de escalar, que Wrangham argumenta que são indícios do controle do fogo, já que o comportamento de dormir no chão traz uma necessidade de manusear o fogo para afastar predadores.

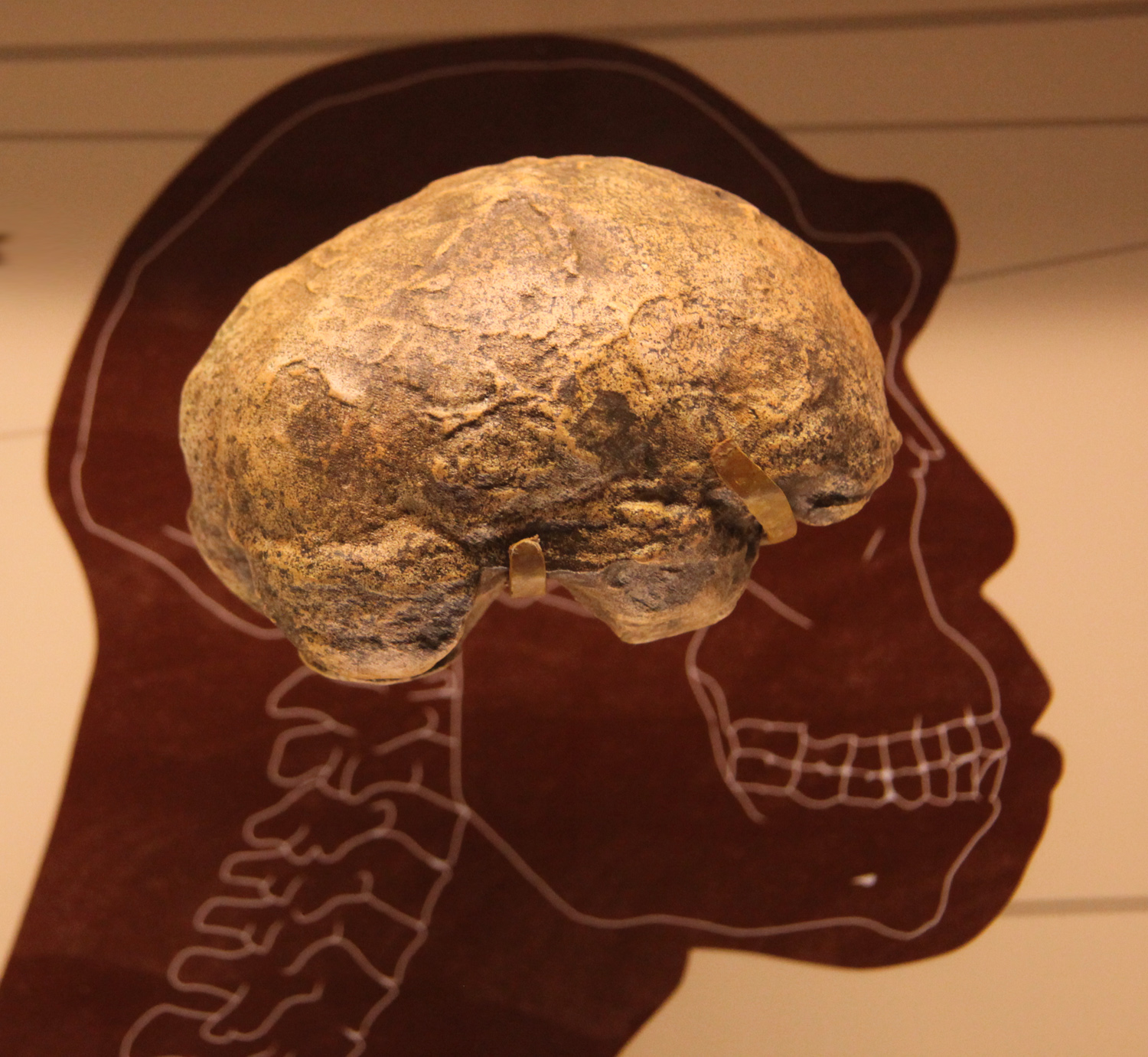
Homo erectus. Capacidad craneal - Smithsonian Museum of Natural History

Os aumentos propostos é que o processamento de alimentos levou a uma aumento da a eficiência digestiva, fornecendo mais energia para ganhos adicionais no tamanho do cérebro, que permitiu que houvesse mais capacidade para inovação cultural e novas formas de processamento de alimentos. Argumenta-se que esse ciclo de feedback positivo levou ao rápido aumento do tamanho do cérebro observado na linhagem Homo.

## Mecanismos de evolução cultural
Na TDH, a evolução e manutenção das culturas é descrita por cinco mecanismos principais: seleção natural de variantes culturais, variação aleatória, deriva cultural, variação guiada e viés de transmissão.

### Seleção natural
As diferenças culturais entre os indivíduos podem levar à sobrevivência diferencial dos indivíduos. Os padrões desse processo seletivo dependem de vieses de transmissão e podem resultar em um comportamento mais adaptável a um determinado ambiente.

#### Seleção direcional
A seleção direcional é uma seleção em que apenas um único padrão é favorecido, cuja frequência  aumenta ao longo do tempo.
Um exemplo de seleção direcional de uma variante cultural é a variação da espessura de paredes de vasilhas de cerâmicas encontradas na região da Puna no noroeste da Argentina, que, ao longo de séculos, foi sofrendo variações com tendência para sua diminuição a uma taxa de -0.001 mm/ano, conforme o estudo de Hernán Juan Muscio. 
A região da Puna no noroeste argentino é um deserto de alta altitude, onde a disponibilidade de recursos para serem usados como lenha é escassa e a hipóxia aumenta a necessidade de lenha para cozinhar. Pesquisas etnográficas e experimentais realizadas entre fazendeiros da Puna revelaram que recursos cozidos retornam taxas que são altamente condicionadas pela disponibilidade de lenha e tecnologias de cozimento; da mesma forma, os custos da produção de cerâmica também são fortemente impactados pela disponibilidade de lenha. Em vasilhas para cozimento, a média da espessura das paredes está positivamente correlacionada à condutividade térmica. Assim, uma interpretação seria que a diminuição da espessura da parede de cerâmicas de Puna poderia estar relacionada a um controle seletivo de tomada de decisão e a forças enviesadas de transmissão sobre a espessura da parede das vasilhas. Paredes mais finas de vasilhas, ao aumentarem as taxas de retorno de recursos cozidos, podem ter incrementado o sucesso reprodutivo dos usuários das cerâmicas.

#### Seleção disruptiva
A seleção disruptiva é a seleção em que os padrões extremos tendem a ser favorecidos, enquanto os padrões intermediários tendem a desaparecer ao longo do tempo.
Um exemplo de seleção disruptiva é a seleção dos comprimentos extremos das pontas bifaciais de acordo, que podem ser usadas, por exemplo, como pontas de lança ou flecha. As pontas mais compridas seriam boas como dardos (com um peso maior), enquanto pontas menores seriam interessantes para seu uso como uma flecha (para ser mais leve e rápida).

#### Seleção estabilizadora
A seleção estabilizadora é a seleção em que os padrões intermediários são favorecidos, logo, os padrões extremos tendem a desaparecer ao longo do tempo.

Um exemplo da seleção estabilizadora é o tamanho dos prumos de magnetita ou hematita de Poverty Point, na Louisiana, do período Arcaico (4000-2500 A.C.), que tendiam a ter larguras intermediárias e uniformes. Segundo Lipo, Hunt e Dunnell, geralmente se assume que eles tinham um papel como pesos em redes de pesca ou objetos atirados para captura de aves aquáticas, mas há relativamente pouca evidência empírica para explicar sua forma e suas características relativas à sua função hipotetizada no comportamento pré-histórico. Seu estudo sugere que a forma dos prumos pode ser bem explicada como sendo um componente de pesos de tear, considerando que a largura dos pesinhos deve ser relativamente uniforme para que haja um espaçamento constante na urdidura.

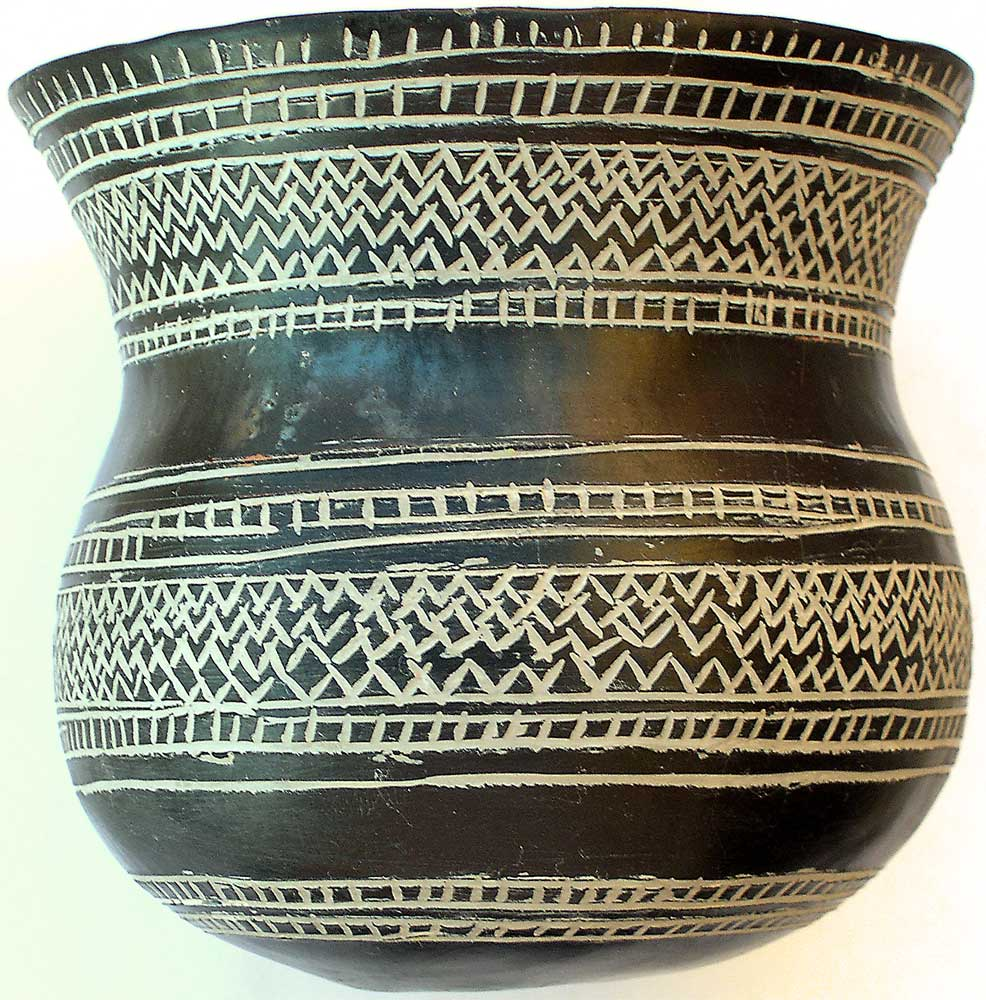
Vaso Campaniforme, Ciempozuelos. A difusão do vaso Campaniforme é um exemplo de deriva cultural

### Variação aleatória

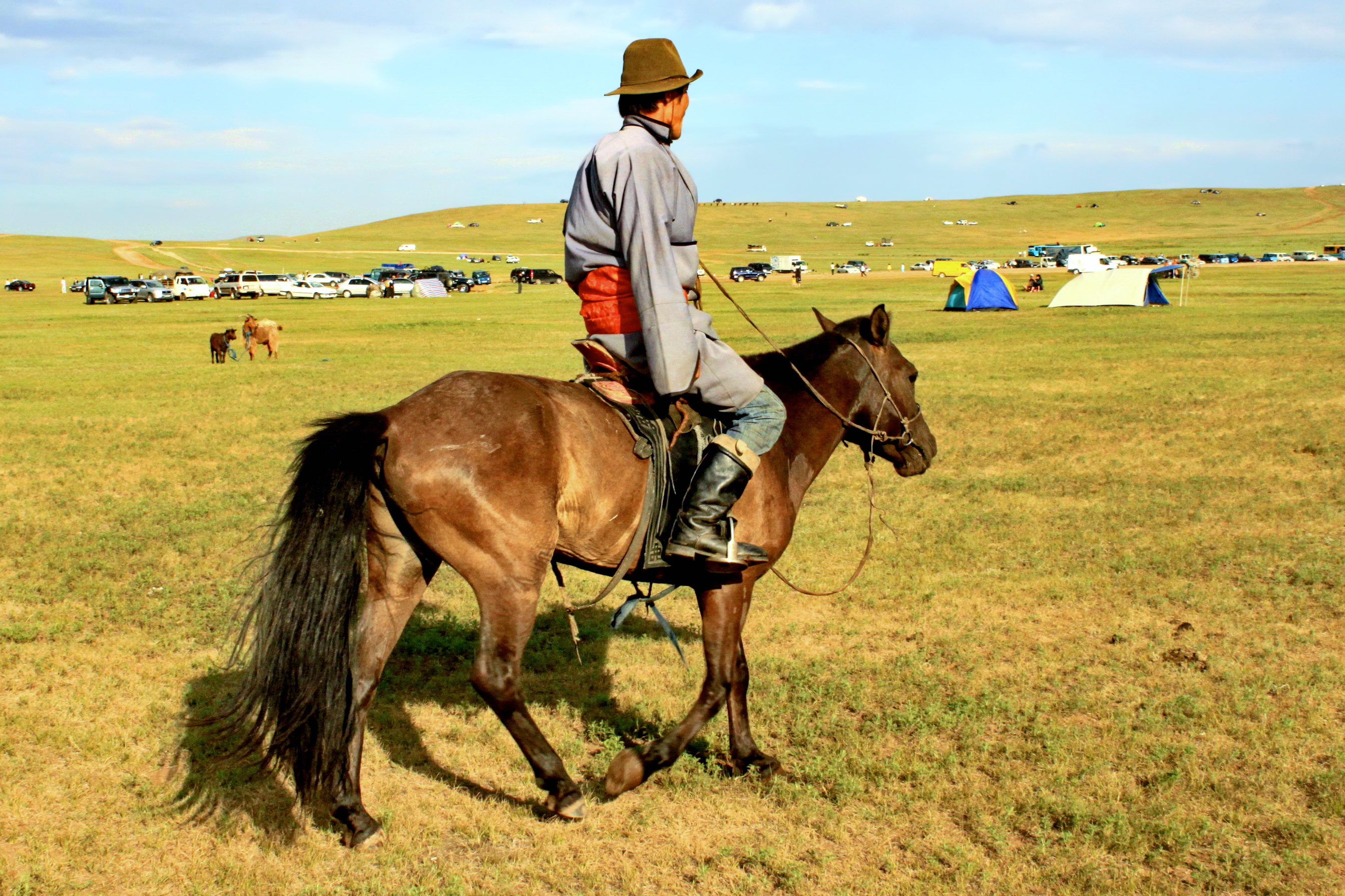
Festival Naadam em Ułan Bator. A domesticação e a equitação do cavalo foram uma grande vantagem evolutiva.

A variação aleatória surge de erros no aprendizado, exibição ou recuperação de informações culturais e é aproximadamente análoga ao processo de mutação na evolução genética. Esse erros resultam em um conjunto de variações aleatórias sendo introduzidas na população de cada geração. A variação aleatória cria novas ideias de forma sistemática. 

### Deriva cultural
A deriva cultural é um processo aproximadamente análogo à deriva genética na biologia evolutiva. Na deriva cultural, a frequência de traços culturais em uma população pode estar sujeita a flutuações aleatórias devido a variações aleatórias nas quais traços são observados e transmitidos (às vezes chamado de "erro de amostragem"). Essas flutuações podem fazer com que variantes culturais desapareçam de uma população. Este efeito deve ser especialmente forte em pequenas populações.
Um modelo de Hahn e Bentley mostra que a deriva cultural oferece uma aproximação razoavelmente boa às mudanças na popularidade dos nomes de bebês americanos. Os processos de deriva também foram sugeridos para explicar as mudanças nos pedidos de patentes de cerâmica e tecnologia arqueológicas. Pensa-se também que as mudanças nos cantos dos pássaros cantores surjam de processos de deriva, onde dialetos distintos em diferentes grupos ocorrem devido a erros no canto e na aquisição de pássaros cantores por gerações sucessivas.  A deriva cultural também é observada em um modelo computacional inicial de evolução cultural.

### Variação guiada
Traços culturais podem ser adquiridos em uma população através do processo de aprendizado individual. Depois que um indivíduo aprende um novo traço, ele pode ser transmitido a outros membros da população. O processo de variação guiada depende de um padrão adaptativo que determina quais variantes culturais são aprendidas.

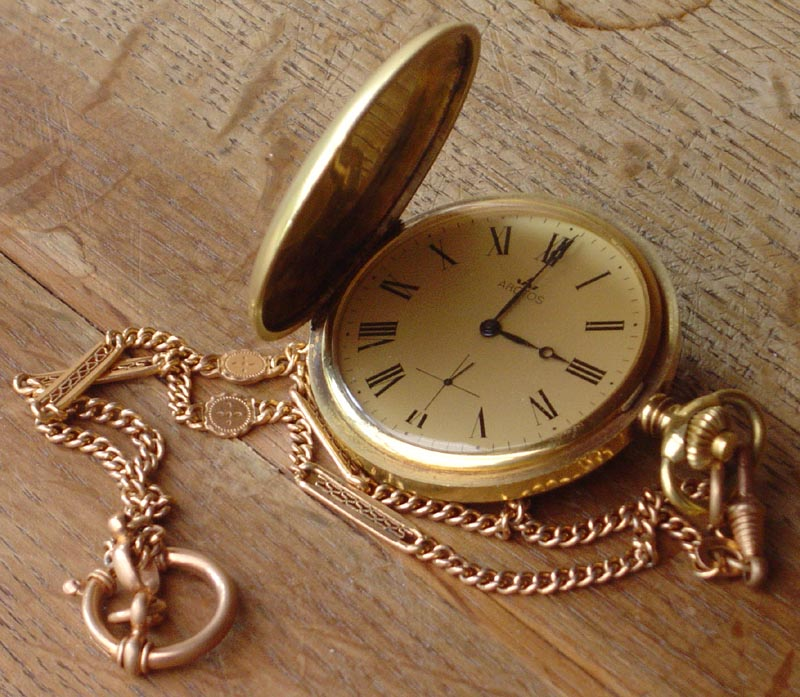
Relógio Gousset. O uso de relógios de qualidade é uma manifestação de viés de prestígio

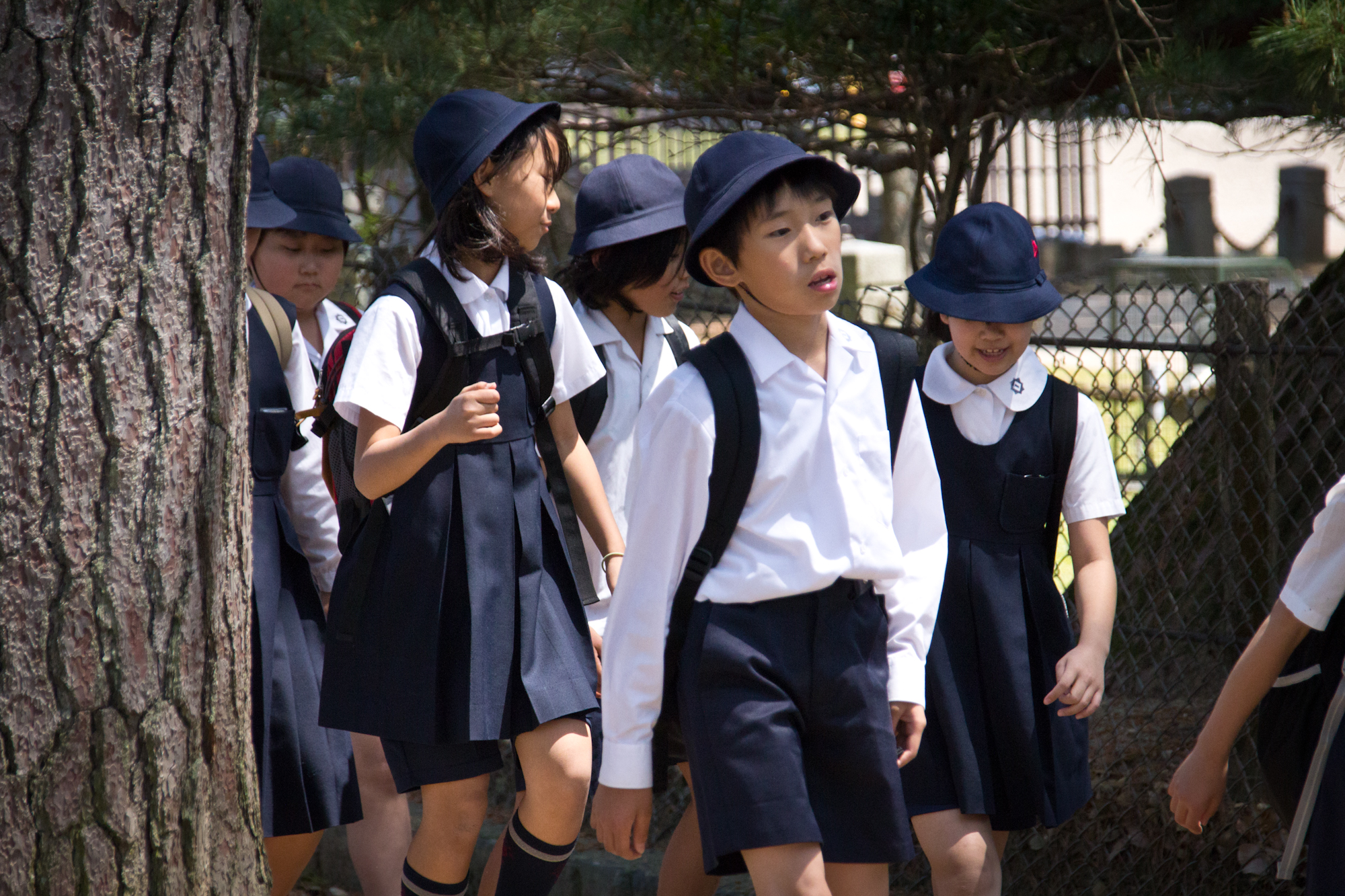
Estudantes de Nara; 2012. A cultura japonesa apresenta viés de similaridade e conformidade

### Viés de transmissão
Compreender as diferentes maneiras pelas quais os traços culturais podem ser transmitidos entre os indivíduos tem sido uma parte importante da pesquisa em TDH desde os anos 1970. Os vieses de transmissão ocorrem quando algumas variantes culturais são favorecidas em detrimento de outras durante o processo de transmissão cultural. Boyd e Richerson (1985) definiram e modelaram analiticamente uma série de possíveis vieses de transmissão. A lista de vieses foi refinada ao longo dos anos, especialmente por Henrich e McElreath.

## Classes de vieses de transmissão

### Viés de conteúdo
Os vieses de conteúdo resultam de situações em que algum aspecto do conteúdo de uma variante cultural os torna mais propensos a serem adotados.  Eles podem resultar de preferências genéticas, preferências determinadas por traços culturais existentes ou uma combinação dos dois. Por exemplo, as preferências alimentares podem resultar de preferências genéticas para alimentos açucarados ou gordurosos e práticas alimentares e tabus socialmente aprendidos. Os vieses de conteúdo são às vezes chamados de "vieses diretos".
- Viés funcional. Um exemplo de viés de conteúdo é o viés funcional, que atua quando uma variante de um traço cultural (ou de um atributo individual) é percebida como funcionalmente mais benéfica ou “desvantajosa” do que uma variante alternativa, fazendo com que haja uma maior ou uma menor probabilidade de que ela seja copiada[3].
- Viés estético. Outro exemplo de viés de conteúdo é o viés estético. Vieses estéticos estão presentes quando atitudes culturais ou psicológicas quanto a características visuais de um artefato cultural fazem com que essas características sejam selecionadas de forma positiva ou negativa[3].

### Viés de contexto
Os vieses de contexto resultam de indivíduos que usam pistas sobre a estrutura social de sua população para determinar quais variantes culturais devem ser adotadas. Essa determinação é feita sem referência ao conteúdo da variante. Existem duas categorias principais de vieses de contexto: vieses baseados em modelo e vieses dependentes da frequência.

#### Vieses baseados em modelos
Os vieses baseados em modelos resultam quando um indivíduo é influenciado a escolher um "modelo cultural" específico a ser imitado. Existem quatro categorias principais de vieses baseados em modelos:
- Viés de prestígio. Um "viés de prestígio" ocorre quando os indivíduos têm maior probabilidade de imitar modelos culturais que são vistos como tendo mais prestígio. Uma medida de prestígio pode ser a quantidade de deferência mostrada em um modelo cultural em potencial por outros indivíduos.A cultura punk apresenta viés anti-conformista

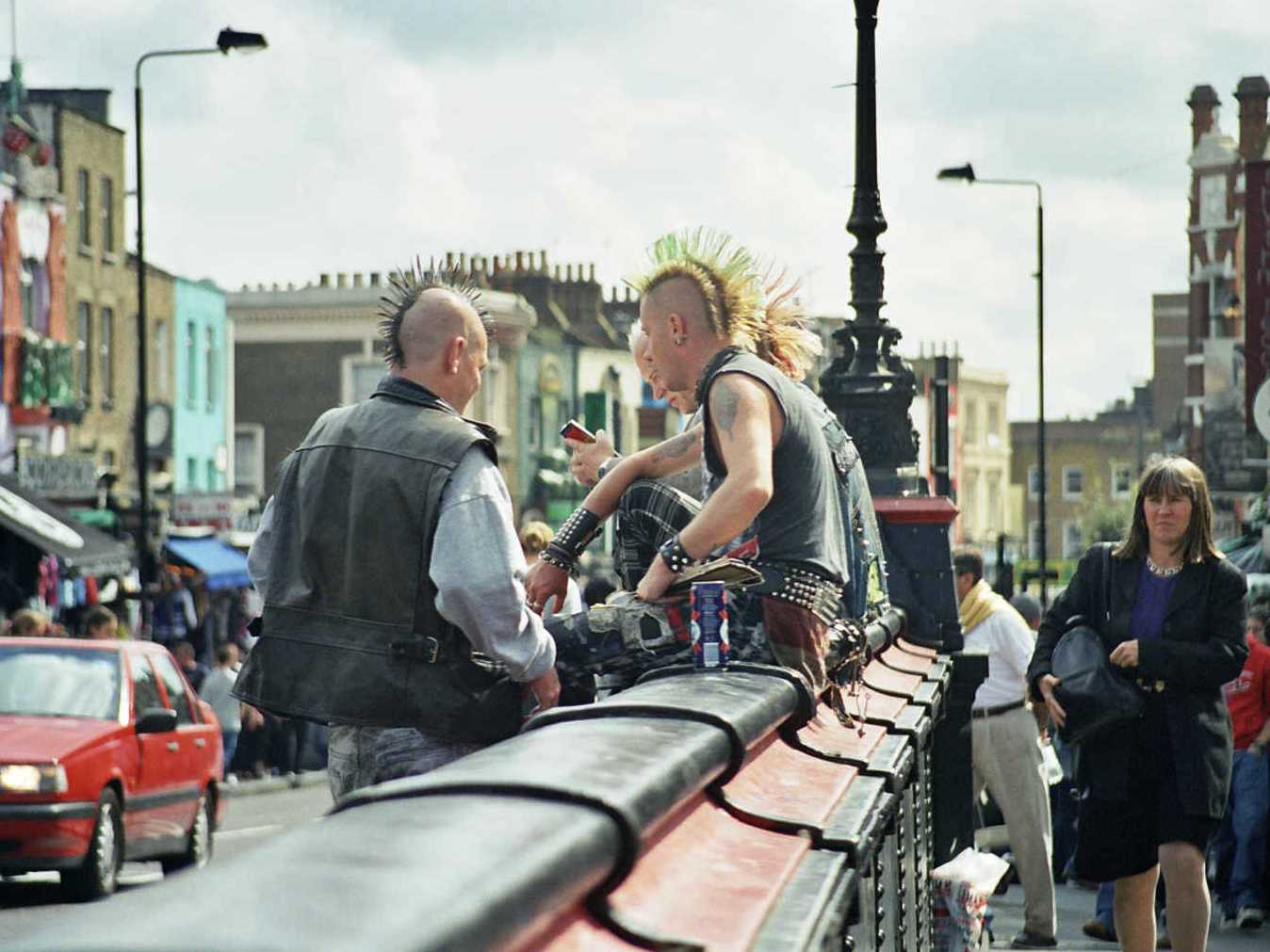
A cultura punk apresenta viés anti-conformista

- Viés de habilidade. Um "viés de habilidade" resulta quando os indivíduos podem observar diretamente diferentes modelos culturais executando uma habilidade aprendida e são mais propensos a imitar modelos culturais com melhor desempenho na habilidade específica.
- Viés de sucesso. Um "viés de sucesso" resulta de indivíduos que imitam preferencialmente modelos culturais  que são geralmente bem-sucedidos (em oposição ao sucesso em uma habilidade específica como no viés de habilidade).
- Viés de similaridade. Um "viés de similaridade" ocorre quando os indivíduos têm maior probabilidade de imitar modelos culturais que são percebidos como similares ao indivíduo com base em características específicas
- Outros vieses. Há vários outros exemplos de vieses baseados em modelo, como os relacionados à idade, ao sexo e à afiliação sociopolítica ou religiosa do modelo[3].

#### Vieses dependentes de frequência
Os vieses dependentes da frequência resultam quando um indivíduo é influenciado a escolher variantes culturais específicas com base na frequência percebida na população. 
- Viés de conformidade. O viés dependente da frequência mais explorado é o "viés de conformidade". Quando há uma tendência de que os indivíduos copiem o elemento, a prática, o comportamento, estratégias e/ou crenças mais comuns no grupo, dizemos que o mecanismo por trás disso é o viés de conformidade[60][3].
- Viés de saturação. Também há o viés de saturação, outro tipo de viés dependente de frequência, que atua quando traços culturais comuns não são copiados[3].
- Viés de raridade. Outro possível viés dependente da frequência é o "viés de raridade". O viés de raridade ocorre quando os indivíduos evitam ou escolhem preferencialmente variantes culturais menos comuns raras na população[3]. Quando as variantes culturais raras são favorecidas, o viés de raridade também é às vezes chamado de viés "não-conformista" ou "anti-conformista".

## Aprendizado social e evolução cultural cumulativa (ECC)

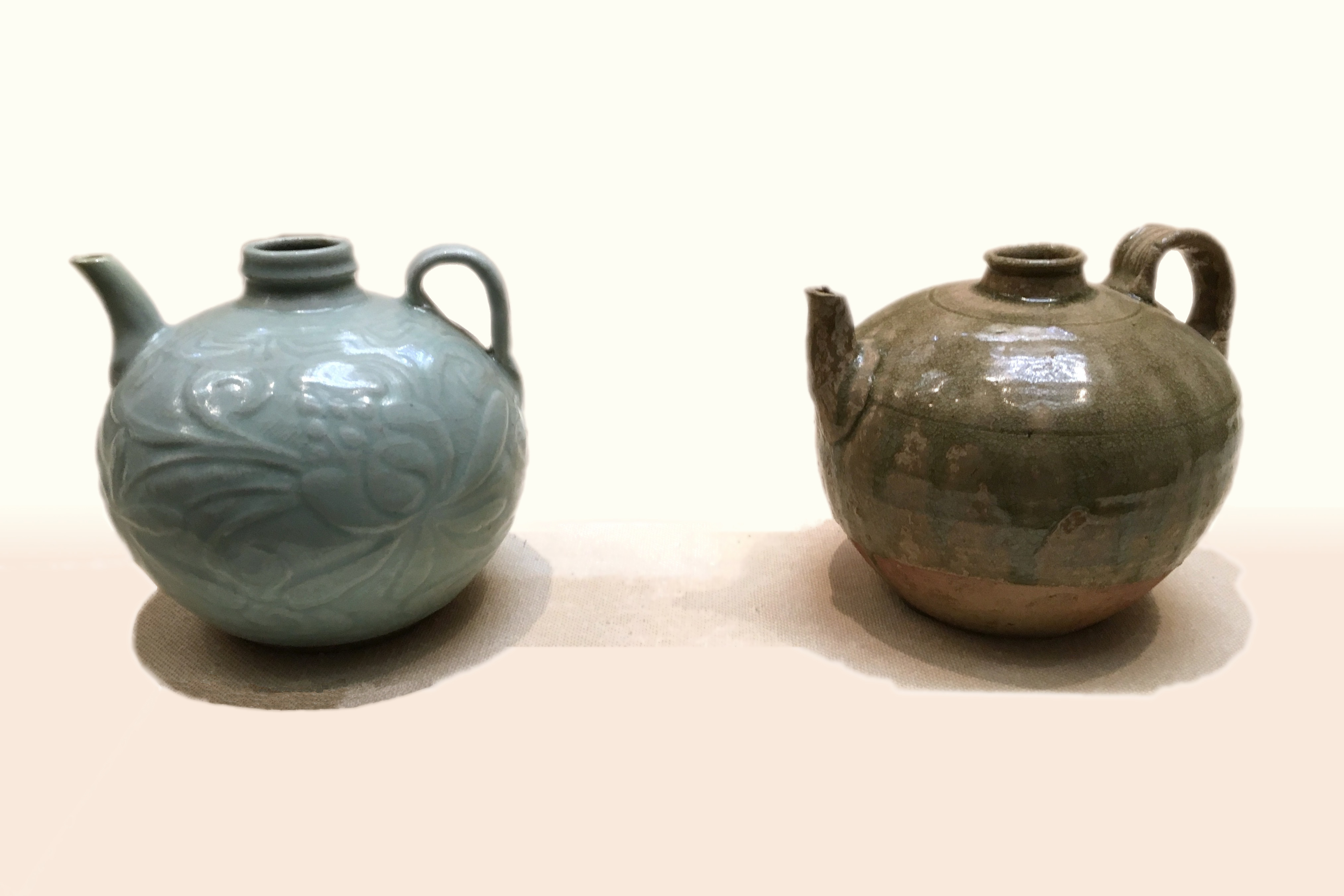
Cerâmica do século XIII do Museu de Cerâmica da Prefeitura de Aichi. A evolução cultural cumulativa ocorre principalmente em ambientes com mudanças moderadas, como os da China até meados do século XIX.

Na TDH, a evolução da cultura depende da evolução da aprendizagem social. Modelos analíticos mostram que o aprendizado social se torna evolutivamente benéfico quando o ambiente muda com frequência suficiente para que a herança genética não possa acompanhar as mudanças, mas não é rápido o suficiente para que o aprendizado individual seja mais eficiente.
Para ambientes com muito pouca variabilidade, o aprendizado social não é necessário, pois os genes podem se adaptar rápido o suficiente às mudanças que ocorrem, e o comportamento inato é capaz de lidar com o ambiente constante. Em ambientes em rápida mudança, o aprendizado cultural não seria útil porque o que a cultura da geração anterior agora está desatualizado e não trará benefícios no ambiente alterado, e, portanto, o aprendizado individual se torna mais benéfico. Somente no ambiente de mudanças moderadas é que o aprendizado cultural se torna útil, pois cada geração compartilha um ambiente semelhante, mas os genes não têm tempo suficiente para se adaptar às mudanças no ambiente.  
Enquanto outras espécies têm aprendizado social e, portanto, algum nível de cultura, apenas humanos, algumas aves e chimpanzés são conhecidos por terem cultura cumulativa. Boyd e Richerson argumentam que a evolução da cultura cumulativa depende do aprendizado observacional e é incomum em outras espécies porque é ineficaz quando é rara em uma população. Eles propõem que as mudanças ambientais ocorridas no Pleistoceno possam ter fornecido as condições ambientais adequadas. Michael Tomasello argumenta que a evolução cultural cumulativa resulta de um efeito catraca que começou quando os humanos desenvolveram a arquitetura cognitiva para compreender os outros como agentes mentais. Além disso, Tomasello propôs nos anos 80 que existem algumas disparidades entre os mecanismos de aprendizagem observacional encontrados em humanos e grandes símios - que explicam a diferença observável entre as tradições dos grandes símios e os tipos cultura humana.

## Seleção cultural de grupo
A seleção cultural de grupo é um modelo explicativo da evolução cultural de como os traços culturais evoluem de acordo com a vantagem competitiva que eles dão a um grupo. Os traços culturais podem ser propagados através da seleção de grupos culturais quando praticados em grupos bem-sucedidos, e é mais provável de se propagarem a partir de grupos bem-sucedidos. Mas, para que a seleção cultural de grupo ocorra, é necessário que exista, entre os grupos, diferenças culturais que, quando transmitidas ao longo do tempo, afetam a persistência ou proliferação de grupos. As normas culturais que fornecem essas vantagens levarão à sua em vez disso, para o deslocamento, absorção ou mesmo extinção de outros grupos culturais menos bem-sucedidos, no entanto, os modelos da teoria dos jogos sugerem que, se os indivíduos puderem migrar entre grupos (o que é comum em sociedades de pequena escala), as diferenças entre os grupos devem ser difíceis de manter. Pesquisas em psicologia revela que os seres humanos têm um conjunto específico de características, que incluem imitação e conformidade dentro do grupo, capazes de apoiar a manutenção dessas diferenças por largos períodos de tempo.
A variação é mantida apenas quando grupos culturais têm mecanismos que impedem que traços externos invadam o grupo cultural. Esses "mecanismos" são aqueles traços e comportamentos psicológicos exclusivamente humanos que promovem a imitação, conformidade e preconceitos dentro do grupo. Segundo Joseph Henrich, a variação entre grupos é mantida pelos quatro mecanismos a seguir:

### Transmissão conformista
A transmissão conformista refere-se ao viés psicológico para imitar preferencialmente comportamentos de alta frequência no grupo cultural. Isso homogeniza o grupo social e reforça traços culturais amplamente adotados. Isso explica por que os indivíduos de um grupo social têm as mesmas crenças e por que essas crenças persistem ao longo do tempo. A transmissão conformista também facilita a rápida disseminação de novas ideias, o que aumenta a variação entre os grupos. Juntos, a redução da variação dentro do grupo e o aumento da variação entre os grupos levam à divergência cultural entre os grupos, que é a força motriz da seleção cultural do grupo.

### Viés de prestígio e transmissão de auto-similaridade

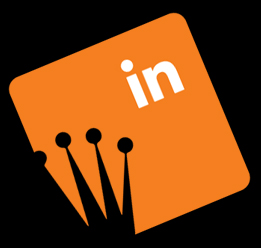
Influenciador do mês. As novas redes sociais facilitam a disseminação de práticas através de vieses de prestígio e auto-semelhança

O viés de prestígio é a tendência de copiar os membros do grupo que são mais bem-sucedidos. A cópia preferencial dos membros bem-sucedidos do grupo permite que as pessoas evitem o aprendizado dispendioso de tentativas e erros, imitando as habilidades acima da média dos modelos culturais de maior prestígio. Podemos ver evidências desse viés na maneira como as novas tecnologias ou práticas econômicas se espalham para diferentes grupos, de acordo com a rapidez com que os "líderes de opinião" as adotam.
Enquanto isso, a transmissão da auto-semelhança é a tendência de copiar aqueles indivíduos que são semelhantes em linguagem, aparência, posição social e outros traços comportamentais e culturais. No contexto da transmissão tendenciosa de prestígio, a auto-similaridade significa que os indivíduos imitarão preferencialmente os indivíduos de alto prestígio que são semelhantes a eles. Ao imitar apenas os indivíduos de alto prestígio que são semelhantes, o imitador evita adotar características ou comportamentos que não são compatíveis com seu conhecimento ou ambiente social.

### Punição dos não-conformistas
Os não-conformistas ameaçam aumentar a variação intragrupal introduzindo comportamentos desviantes para o grupo e devem receber punições caras para manter um grupo social homogêneo. Como resultado de serem punidos, os não-conformistas terão menos sucesso do que outros membros do grupo. Documentos sobre o assunto sugerem que esse tipo de punição é predominante em muitas sociedades diferentes.

### Conformidade normativa
A conformidade normativa é o ato de mudar o comportamento visível de alguém, para que pareça coincidir com a maioria e sem internalizar as opiniões dos grupos. Isso difere da transmissão conformista, pois a conformidade normativa não considera a frequência de um comportamento como um indicador de valor. Henrich sugere que a conformidade normativa pode ter evoluído para responder à propagação de comportamentos punitivos em relação ao não-conformista. Ao parecer semelhante ao grupo, pode-se obter as vantagens de ser um membro do grupo, evitando punições.

## Pesquisa atual e futura
Em seu livro de 1985, Boyd e Richerson esboçaram uma agenda para futuras pesquisas sobre a TDH. Essa agenda, descrita abaixo, pedia o desenvolvimento de modelos teóricos e de pesquisas empíricas. Desde então, a TDH construiu uma rica tradição de modelos teóricos nas últimas duas décadas. No entanto, não houve um nível comparável de trabalho empírico.

Em uma entrevista em 2006, o biólogo de Harvard E.O. Wilson, expressou decepção com a pouca atenção dada a TDH:
"... por algum motivo que ainda não compreendi completamente, essa fronteira mais promissora da pesquisa científica atraiu muito poucas pessoas e muito pouco esforço". 
Kevin Laland e Gillian Ruth Brown atribuem essa falta de atenção à forte dependência da TDH na modelagem formal.
"De muitas maneiras, a mais complexa e potencialmente recompensadora de todas as abordagens, [TDH], com seus múltiplos processos e ataque cerebral de sigmas e deltas, pode parecer abstrata demais para todos, exceto para o leitor mais entusiasmado. Até o momento, os hieroglifos teóricos podem ser traduzidos em uma ciência empírica e respeitável, mas a maioria dos observadores permanecem imunes a sua mensagem."
O economista Herbert Gintis discorda dessa crítica, citando trabalhos empíricos e recentes usando técnicas da economia comportamental.  Essas técnicas de economia comportamental foram adaptadas para testar previsões de modelos evolutivos culturais em ambientes de laboratório, bem como estudar diferenças de cooperação em quinze sociedades de pequena escala no campo.
Como um dos objetivos da TDH é explicar a distribuição de traços culturais humanos, técnicas etnográficas e etnológicas também podem ser úteis para testar hipóteses decorrentes da TDH. Embora as descobertas de estudos etnológicos tradicionais tenham sido usadas para sustentar argumentos da TDH, até agora houve pouco trabalho de campo etnográfico projetado para testar explicitamente essas hipóteses.
Herb Gintis nomeou a TDH como uma das duas principais teorias conceituais com potencial para unificar as ciências do comportamento, incluindo economia, biologia, antropologia, sociologia, psicologia e ciência política. Por abordar os componentes genéticos e culturais da herança humana, Gintis vê os modelos da TDH como as melhores explicações para a causa final do comportamento humano e o melhor paradigma para integrar essas disciplinas à teoria da evolução. Em uma revisão das perspectivas evolucionárias concorrentes sobre o comportamento humano, Laland e Brown vêem a vê como a melhor candidata para unir as outras perspectivas evolutivas sob um guarda-chuva teórico.

## Críticas e limitações

### Críticas ao enquadramento da evolução cultural em moldes darwinianos de evolução
A psicóloga Liane Gabora criticou a TDH.  Ela argumenta que o uso do termo "dupla herança" se refere não apenas às características transmitidas por meio de um código de auto-montagem (como na evolução genética), mas também às características que não são transmitidas por meio de um código de auto-montagem (como na evolução cultural) é enganador, porque esse segundo uso não captura a estrutura algorítmica que faz com que um sistema de herança exija um tipo particular de estrutura matemática.
Outras críticas do esforço para enquadrar a cultura em termos darwinianos foram dirigidas por Joseph Fracchia e Richard Lewontin, Ilya Tëmkin e Niles Eldredge, e Stuart Kauffman.
Fracchia e Lewontin afirmam que teorias culturais evolutivas, que criam um isomorfismo entre o mecanismo darwiniano de evolução e a história cultural, utilizam noções simplistas de aculturação individual e de sobrevivência e reprodução diferencial de elementos culturais. Para eles, os evolucionistas culturais tentam imitar, simplesmente pelo desejo de fazer com que as teorias culturais evolutivas aparentem ser científicas, uma teoria de outro domínio, cuja estrutura se baseia nas particularidades concretas dos fenômenos que a originaram.
Tëmkin e Eldredge, focando nas diferenças entre os modos de evolução biológica e os modos de evolução de artefatos culturais, e não nas semelhanças entre esses dois sistemas, apontam para a necessidade de se ter cuidado na interpretação desses padrões. Os autores explicam que as recentes aplicações de uma metodologia filogenética biológica para inferir padrões históricos de cultura material são frequentemente justificadas pelo argumento de que processos essencialmente similares estariam subjacentes à evolução em ambos os domínios (biológico e cultural material). Para eles, técnicas filogenéticas convencionais, apesar de úteis em certos casos, não fornecem uma estrutura teórica geral e operacional para a reconstrução da história cultural material. Embora seja tentador atribuir os padrões que foram descobertos na cultura aos mesmos processos causais que operam na natureza, Tëmkin e Eldredge indicam que os sistemas culturais são mais complexos que seus “correspondentes” biológicos, o que exige o desenvolvimento de novas abordagens para tal inferência histórica. Em seu estudo, fazem análises críticas dos padrões de diversidade de dois instrumentos musicais, o saltério e a corneta, que segundo os autores revelam meios de transferência de informação e origens de inovação que são únicos ao contexto cultural e que diferem daqueles encontrados em sistemas biológicos.

### Críticas à questão da evolução cultural cumulativa
Alguns dos críticos à questão da evolução cultural cumulativa são Krist Vaesen e seus colaboradores.
Para Vaesen e Houkes, atualmente não há evidências suficientes para um teste apropriado da reivindicação defendida por evolucionistas culturais de que a evolução cultural cumulativa (ECC), um traço único e característico da cultura humana (na visão dos evolucionistas culturais), acumula mudanças benéficas ao longo do tempo.
Eles problematizam a afirmação de que a ECC seria um traço único e característico da cultura humana, questionando se realmente é claro que há tanta evidência para isso. 
Alegam que, se a cumulatividade da cultura se propõe a ser uma característica geral da cultura humana, não é suficiente apenas mostrar que alguns comportamentos culturais humanos resultam da ECC; na verdade, deve ser mostrado que uma grande fração dos comportamentos culturais humanos resultam da ECC. 
Outro ponto que destacam é que não há sentido em se dirigir para a vasta diferença na eficiência entre, por exemplo, modos de transporte contemporâneos e pré-históricos. Essa comparação envolve traços que não se conectam através de linhas de descendência, e, se não há uma cadeia de episódios de transmissão social plausível, não há como haver uma história crível da acumulação de mudanças benéficas.
Além disso, segundo eles, posto que a cumulatividade é dita como sendo uma característica definidora da cultura humana em geral, um teste adequado para investigar se a cultura humana é cumulativa de modo distinto requer uma amostragem global e de alta resolução que seja representativa de todos os processos culturais e evolutivos que ocorreram em nossa espécie. Isso acarreta, por exemplo, que não deve haver um viés em direção a dados pertencentes a certas eras históricas ou grupos culturais, nem a dados que sugiram acumulação meramente pelo seu formato.
Vaesen e Houkes colocam que uma porção relevante de estudos que visavam corroborar a cumulatividade da cultura humana, na realidade, fornecem evidências apenas para episódios de transmissão social, mas não contêm informações sobre a eficiência ou a complexidade dos traços culturais, e, dessa forma, não sustentam a direcionalidade da mudança da ECC. Apenas poucos estudos existentes incluiriam amostras diacrônicas de linhagens culturais que revelam mudanças, ao longo das linhagens, de complexidade, mas esses dados não seriam uma amostra representativa da evolução humana cultural: apenas dizem respeito à tecnologia, e apenas a quatro âmbitos tecnológicos (tecnologias de pedra, receitas, software, patentes), dos quais três vieram de sociedades WEIRD (Western, educated, industrialized, rich, democratic - ocidentais, “instruídas”/com bons parâmetros de educação, industrializadas, ricas e democráticas), sendo, portanto, enviesadas na direção de uma complexificação.
Nesse sentido, Vaesen e Houkes argumentam que a afirmação de que a evolução cultural humana é cumulativa, em termos gerais, não é suficientemente corroborada por evidências plausíveis atualmente.
As críticas delineadas por Vaesen e colaboradores foram respondidas por vários pesquisadores do campo de estudos, como Henrich et al., Paloma de la Peña, Alex Mesoudi, Antoine Muller, Dietrich Stout, etc.
Christine A. Caldwell, Elizabeth Renner, Donna Kean, Kirsten H. Blakey, Charlotte E. H. Wilks, Mark Atkinson, Sarah B. Kraemer e Gemma Mackintosh, por exemplo, dissertam que Vaesen e Houkes interpretaram incorretamente a afirmação daqueles que defendem a ECC como um “traço único e característico da cultura humana”, ao Vaesen e Houkes entenderem que isso significaria, para os evolucionistas culturais, que a cumulatividade é uma propensão única da cultura humana apenas na medida em que a maioria dos traços culturais humanos são resultado da ECC. Para Christine e colaboradores, o que é distintivo da cultura humana é o amplo alcance de contextos em que a ECC ocorre, e, em sua visão, a ECC não é completamente exclusiva de humanos, e não têm a expectativa de que ela seja óbvia em todas ou até mesmo na maioria dos traços culturais humanos.

### Dificuldade de se verificar a ocorrência da transmissão cultural em algumas partes da evolução humana
Outro ponto importante a se considerar é a dificuldade de se verificar a ocorrência da transmissão cultural em certas partes da evolução humana.

#### Indústria líticas Olduvaiense e Acheulense
Um exemplo disso envolve as indústrias líticas do Paleolítico, havendo discussão por diversos autores, como Lycett e Gowlett e Tennie e colaboradores.

##### - ‘Tradição’ Acheulense
Lycett e Gowlett publicaram, em 2008, um estudo que investigou se a indústria Acheulense, às vezes chamada de “a grande tradição de machados de mão”, e que foi a mais duradoura entidade no registro cultural humano, configuraria, de fato, uma “tradição”. A força dessa “tradição” frequentemente é assumida por arqueólogos, e, assim, o estudo buscou reexaminar a variação da biface Acheulense. A pergunta principal que guiou a pesquisa foi: as bifaces acheulenses meramente são semelhantes entre si ou elas representam uma tradição contínua e duradoura (ou seja, um conjunto de ideias socialmente transmitidas) com coerência e integridade como um único fenômeno?
Lycett e Gowlett apresentam que há tanto uma unidade quanto uma diversidade de padrões no Paleolítico Inferior, e que esse paradoxo se aplica particularmente bem ao caso do Acheulense. Existem padrões básicos gerais no Bauplan (elementos essenciais da forma e, presumivelmente, de conceito) dos machados de mão Acheulenses que parecem se manter por amplos períodos de tempo e de espaço geográfico, mas, ainda assim, há variações que geram padrões distintos de diversidade. 
Os machados de mão eram, em última análise, ferramentas produzidas para a realização de tarefas funcionais. A existência de uma conformidade de forma para o Bauplan por extensos períodos de tempo no espaço poderia ser interpretada como uma evidência de fortes limitações funcionais e/ou convergência nos machados de mão acheulenses sob influência cultural. Desse modo, há discussões em relação a se a significância da variabilidade de artefatos paleolíticos foram entendidas em termos de contrastes entre interpretações ‘funcionais’ e ‘estilísticas’. Entretanto, como Sackett pontuou em 1982, as divisões entre os parâmetros funcional e estilísticos não são necessariamente mutuamente exclusivas.
As análises dos pesquisadores mostram extensas áreas de sobreposição na forma dos machados de mão de diferentes sítios e regiões, mas também revelam diferenças significativas entre as assembleias acheulenses europeias e africanas. Segundo eles, mesmo que os limites estilísticos entre os artefatos, como esse estudo encontrou nos machados de mão do paleolítico inferior, sejam sutis, não deve ser pressuposto que diferenças importantes não possam ser identificadas. Quando se identificam contrastes distintos dentro desses limites estilísticos, como os autores encontraram nas análises comparativas de padrões de variabilidade nos machados de mão do leste e do oeste de Movius Line, tais contrastes podem indicar diferenças de tradição, ao menos no que se refere à informação e às ideias socialmente transmitidas.
Diferentemente da transmissão genética, a transmissão social pode se dar de diversas maneiras, todas as quais têm efeitos potenciais no comportamento e, também, nos padrões arqueológicos. Com base nesses modelos de transmissão social e nos resultados encontrados pelo estudo, Lycett e Gowlett propõem hipóteses concernentes à natureza da transmissão social do Acheulense. Uma possibilidade seria a transmissão ‘vertical’ (de pais para seus descendentes), que prevê taxas mais lentas de evolução cultural, o que seria consistente com o ritmo relativamente lento de inovação que aparenta caracterizar as tecnologias acheulenses. Todavia, a transmissão vertical também seria compatível com altos níveis de variação entre grupos e uma aceitação moderada de inovações. Os autores notam que, embora a análise de variabilidade regional da forma do machado sugira agrupamentos regionais extremamente amplos, a extensão da sobreposição foi considerável, e, portanto, os dados não indicam os níveis altos de variação inter-grupos que parecem ser característicos de uma transmissão predominantemente vertical. 
Por outro lado, Lycett e Gowlett discutem que uma transmissão ‘de muitos para um’, na qual os membros mais idosos do grupo transmitem informação para indivíduos mais jovens de um modo mais geral do que a transmissão vertical, é consistente com níveis extremamente baixos de inovação, taxas extremamente baixas de evolução cultural e níveis baixos de variação entre os grupos. Sendo assim, para os autores, poderia ter operado como a forma predominante de transmissão social um sistema ‘de muitos para um’ em populações acheulenses, ao menos no que se refere às habilidades específicas e às ideias associadas à produção de machados de mão.
Além disso, lembram que Isaac, em 1972, levantou o conceito de deriva para explicar potenciais diferenças em assembleias do Pleistoceno. Logo, se forem identificadas consistências de variação no tempo ou no espaço, esses padrões podem ser o produto de processos estocásticos. 
Concluindo o artigo, Lycett e Gowlett enfatizam que em todas as análises realizadas não foram encontrados sinais de divergências no Bauplan essencial, ou seja, não houve indicação de que havia fenômenos distintos centrados em outras bagagens de ideias. Os autores entendem o Acheulense como uma tradição, no sentido de que suas ideias essenciais foram passadas de fabricante-de-ferramenta para fabricante-de-ferramenta por um período excepcionalmente longo.

##### - Hipótese nula
Tennie e colaboradores argumentam que vários estudos no campo do uso de ferramentas por hominínios tendem a partir do pressuposto a priori de que os artefatos no mais antigo registro arqueológico constituem produtos de uma informação culturalmente transmitida, com grande fidelidade nessa transmissão cultural. Para esses autores, essa hipótese nula de que a tecnologia relacionada às ferramentas de pedra era passada de indivíduo para indivíduo e de geração para geração via transmissão cultural de modo semelhante ao que observamos atualmente em humanos não é corroborada pelas evidências arqueológicas de forma clara. Sob esse viés, propõem uma mudança de hipótese nula: assumir que as ferramentas de pedra antigas não eram culturalmente transmitidas, e sim que constituíssem as chamadas “soluções latentes”. 
As soluções latentes são comportamentos que um indivíduo pode gerar em grande parte por meio de aprendizado individual, e, em alguns casos, impulsionados pelo aprendizado social de baixa fidelidade. O comportamento está presente de maneira latente no indivíduo e se expressa no contexto de um estímulo específico ou quando um outro sujeito reconhece esse comportamento (ou seus efeitos no ambiente) sendo expresso por outros. Diferentemente de comportamentos que são culturalmente transmitidos, as soluções latentes não são transmitidas de indivíduo para indivíduo por meios culturais, mas sim canalizadas pelas habilidades cognitivas e/ou motoras de um indivíduo, as quais estão relacionadas a componentes genéticos. Em contrapartida, a transmissão cultural permite o acúmulo de modificações ao longo do tempo, o chamado “efeito catraca” da cultura cumulativa. Logo, seria esperada uma mudança diacrônica nas soluções latentes muito mais lentas do que mudanças em características culturalmente transmitidas.
Os autores evocam o “teste da ilha” de Tomasello como uma metáfora útil para examinar até que ponto as ferramentas de pedra do Paleolítico correspondem às expectativas das soluções latentes. Nessa metáfora, imagina-se um Homo habilis ou um Australopithecus boisei que tenha crescido sozinho em uma ilha, nunca tenha sido ensinado a como fazer uma ferramenta de pedra lascada Olduvaiense (ou qualquer ferramenta de pedra) e nunca tenha encontrado uma ferramenta na ilha. Em outra situação, imagina-se que, na presença de uma rocha que facilmente sofra uma fratura conchoidal e um objetivo mediado pela aptidão (por exemplo, para cortar um pedaço espesso de pele de um animal que seus dentes não consigam penetrar), esse indivíduo, que nunca havia tido contato com a produção de uma ferramenta de pedra, consiga produzir um utensílio de pedra indistinguível de uma ferramenta de pedra lascada Olduvaiense. Nessa circunstância hipotética, seria plausível concluir que a transmissão cultural não constitui um requisito para que um indivíduo produza esse utensílio. 
Embora, por razões óbvias, seja impossível realizar um teste de ilha real atualmente, Tennie e colaboradores acreditam que esse experimento teórico faça perguntas importantes emergirem. Por exemplo, qual é a probabilidade de que uma ferramenta de pedra antiga fosse produzida por um hominínio (atualmente extinto) sem transmissão cultural com alta fidelidade? 
Dado esse contexto, propõem uma mudança de hipótese nula, alegando que uma hipótese nula mais adequada seria que as primeiras ferramentas de pedra eram soluções latentes resultantes do aprendizado social e fomentadas pelo aprendizado social de baixa fidelidade. Assim, a pergunta que deve ser feita é: quais dados das indústrias líticas Olduvaiense, Acheulense, ou até da Idade da Pedra Média/Paleolítico Médio falseiam essa hipótese? Formulando de outro modo, quando deixamos de assumir que a mera presença de ferramentas de pedra semelhantes entre si necessariamente implicam uma cultura cumulativa, pode ser feita a pergunta “Quando a cultura cumulativa começou?”.
Caso as pesquisas sugerissem que as indústrias líticas Olduvaiense ou até a Acheuliana não exibam características que exigem transmissão cultural de alta fidelidade, isso levantaria perguntas relacionadas a quando, onde, por que e como a transmissão cultural de alta fidelidade evoluiu na linhagem hominínia. Os autores perguntam: se continuarmos assumindo a priori que todas ferramentas de pedra da Idade da Pedra exigiam transmissão cultural de alta fidelidade, então como sequer podemos chegar a outro achado se não aquilo que assumimos a princípio? Desse modo, eles se incluem entre os autores que acreditam que a melhor conduta seria assumir que as ferramentas de pedra antigas não eram transmitidas culturalmente, até que seja demonstrado o contrário.
Diversos pesquisadores da área - Iain Davidson, John Gowlett, Lydia Luncz, Michael Haslam, Stephen Lycett, Thomas Morgan, Mark Nielsen, Andrew Whiten, Ceri Shipton, Dietrich Stout, Ignacio de la Torre e Thomas Wynn - teceram comentários sobre o artigo de Tennie et al., expondo em que aspectos concordam com Tennie et al. e suas críticas.
Por exemplo, Stout acredita que Tennie et al. fizeram contribuições valiosas com esse paper, ao avançar na discussão sobre mecanismos de transmissão cultural no início da Idade da Pedra. No entanto, discordam de três ponto: (1) que exista um pressuposto inquestionável a priori da existência de transmissão social de alta fidelidade no início da Idade da Pedra; (2) que haja um consenso amplo de que a transmissão de alta fidelidade está ausente em outros símios; e (3) a existência de um benefício heurístico da adoção de uma hipótese nula de transmissão de baixa fidelidade. Também alega que uma possibilidade de confusão acerca desses pontos é o uso impreciso dos termos “cultura”, “ensino”, “imitação” e “transmissão de alta fidelidade” na literatura. Para Stout, o foco mais apropriado neste caso seria nos métodos específicos de lascamento de pedra.